# Liste der Biografien/Tru
Liste der Biografien |
Portal Biografien |
Personensuche
# |
A |
B |
C |
D |
E |
F |
G |
H |
I |
J |
K |
L |
M |
N |
O |
P |
Q |
R |
S |
T |
U |
V |
W |
X |
Y |
Z |
?
 
Ta |
Tc |
Te |
Tf |
Tg |
Th |
Ti |
Tj |
Tk |
Tl |
Tm |
To |
Tq |
Tr |
Ts |
Tu |
Tv |
Tw |
Tx |
Ty |
Tz
 
Tra |
Trb |
Trc |
Trd |
Tre |
Trg |
Trh |
Tri |
Trj |
Trk |
Trm |
Trn |
Tro |
Trp |
Trs |
Trt |
Tru |
Try |
Trz
Die Liste der Biografien führt alle Personen auf, die in der deutschsprachigen Wikipedia einen Artikel haben. Dieses ist eine Teilliste mit 585 Einträgen von Personen, deren Namen mit den Buchstaben „Tru“ beginnt.

## Tru

### Trua
- Truax, Billy (* 1943), US-amerikanischer American-Football-Spieler und Unternehmer
- Truax, Caleb (* 1983), US-amerikanischer Boxer im Supermittelgewicht
- Truax, Charles V. (1887–1935), US-amerikanischer Politiker (Demokratische Partei)

### Trub
- Trüb, Carl Ludwig Paul (1894–1981), deutscher Mediziner
- Trüb, Charles (1925–2020), Schweizer Kunstmaler
- Trüb, Christine (1937–2024), Schweizer Schriftstellerin
- Trüb, Hans (1889–1949), Schweizer Arzt und Psychotherapeut
- Trub, Nicola (* 1974), deutsche Schauspielerin
- Trüb, Rudolf (1922–2010), Schweizer Sprachwissenschafter
- Truban, Milan (1904–1929), jugoslawischer Radrennfahrer
- Trubar, Primož (1508–1586), protestantischer Prediger und gilt als Begründer des slowenischen SchrifttumsPrimož Trubar (1508–1586)

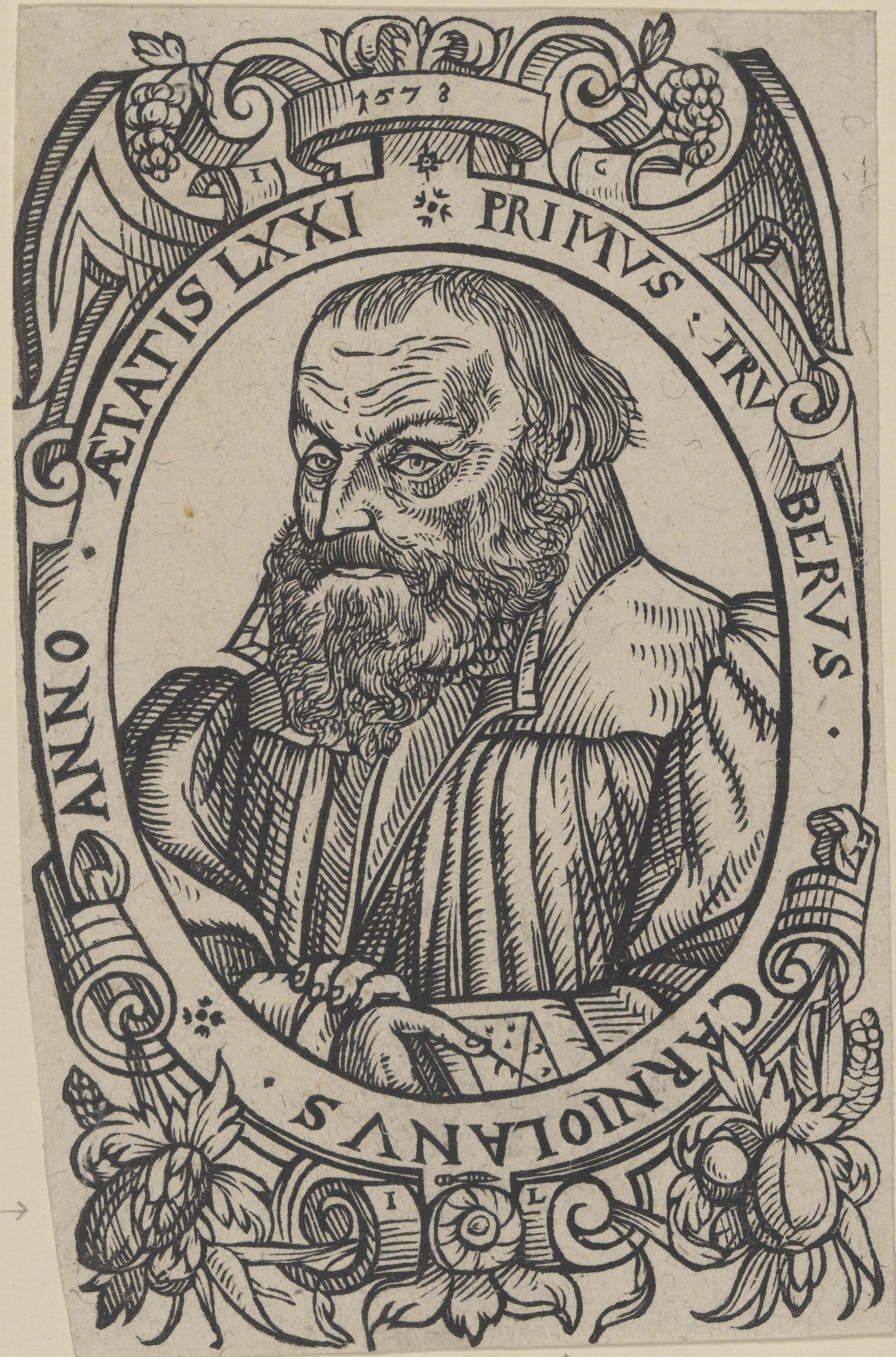
Primož Trubar (1508–1586)

- Trubatschow, Juri Wiktorowitsch (* 1983), russischer Eishockeyspieler
- Trube, Herbert (1886–1959), US-amerikanischer Mittel- und Langstreckenläufer
- Trube-Becker, Elisabeth (1919–2012), deutsche Rechtsmedizinerin und Hochschullehrerin
- Trubel, Gerhard (1917–2004), deutscher Kirchenmusiker und Komponist
- Trubel, Otto (1885–1966), österreichischer Maler
- Trubenbach, Conrad (1882–1961), US-amerikanischer Schwimmer
- Trübenbach, Heinrich (1823–1896), Pfarrer und Ortschronist
- Trübenbach, Johann († 1781), deutscher Maler
- Trübenbach, Oskar (1900–1992), deutscher Politiker (NSDAP), MdR
- Trübenbach, Paul (1876–1934), deutscher Autor und Verleger von Zeitungen, Büchern, Bildern und Ansichtspostkarten über Nutztiere, Ziergeflügel und Rassetauben
- Trubetsky, Tõnu (* 1963), estnischer Punkrock-Sänger und Anarchist
- Trubetzkoy, Nikolai Sergejewitsch (1890–1938), russischer Linguist und EthnologeNikolai Sergejewitsch Trubetzkoy (1890–1938)

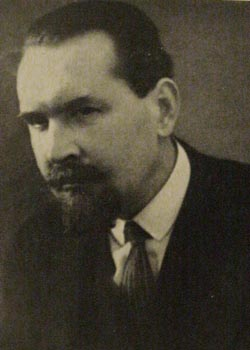
Nikolai Sergejewitsch Trubetzkoy (1890–1938)

- Trubezkaja, Anastassija (1700–1755), russische Erbprinzessin von Hessen-Homburg
- Trubezkaja, Jekaterina Iwanowna (1800–1854), Fürstin, Ehefrau des Dekabristen Fürst Sergei Petrowitsch Trubezkoi
- Trubezkaja, Nadeschda Borissowna (1812–1909), russische kaiserliche Hofdame, Philanthropin und Mäzenin
- Trubezkaja, Sofja Sergejewna (1838–1898), russisch-französische Aristokratin und Politikerin
- Trubezkoi, Grigori Nikolajewitsch (1873–1930), russischer Diplomat, Politiker und Autor
- Trubezkoi, Igor Nikolajewitsch (1912–2008), französischer Sportler russischer Abstammung
- Trubezkoi, Iwan Jurjewitsch (1667–1750), russischer Feldmarschall
- Trubezkoi, Jewgeni Nikolajewitsch (1863–1920), russischer Philosoph und Publizist
- Trubezkoi, Juri Jurjewitsch (1668–1739), russischer Staatsmann und Politiker
- Trubezkoi, Nikita Jurjewitsch (1699–1767), russischer Staatsmann, Generalprokureur und Feldmarschall
- Trubezkoi, Nikolai Petrowitsch (1828–1900), russischer Musikwissenschaftler und Mäzen
- Trubezkoi, Sergei Nikolajewitsch (1862–1905), russischer Religionsphilosoph
- Trubezkoi, Sergei Petrowitsch (1790–1860), russischer Freimaurer, Führer des Dekabristenaufstandes 1825
- Trubezkoi, Sergei Wassiljewitsch (1815–1859), russischer Fürst, Stabskapitän der Kaiserlich Russischen Armee
- Trubila, Wital (* 1985), belarussischer Fußballspieler
- Trubin, Anatolij (* 2001), ukrainischer Fußballspieler
- Trubisky, Mitchell (* 1994), US-amerikanischer American-Football-SpielerMitchell Trubisky (* 1994)

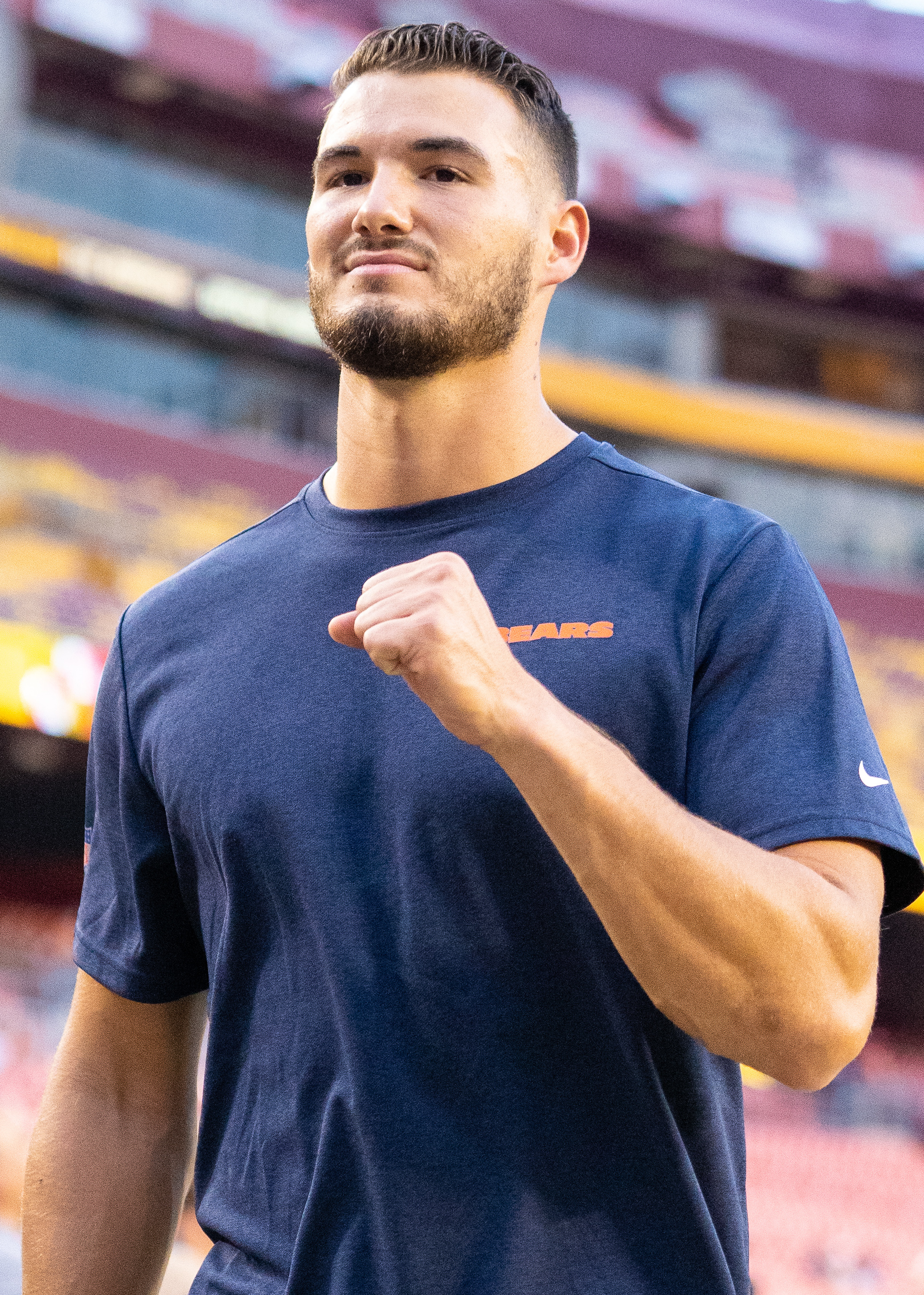
Mitchell Trubisky (* 1994)

- Trublaini, Mykola (1907–1941), ukrainischer Schriftsteller
- Trublet, Nicolas-Charles-Joseph (1697–1770), französischer Geistlicher, Literat und Mitglied der Académie française
- Trubleville, Henry de († 1239), anglonormannischer Militär
- Trübner, Alice (1875–1916), deutsche Malerin
- Trubner, Henry (1920–1999), US-amerikanischer Kunsthistoriker
- Trübner, Karl (1846–1907), deutscher Buchhändler und Verleger
- Trübner, Matthias (* 1955), deutscher Bobfahrer (DDR), Trainer
- Trübner, Nikolaus (1817–1884), deutscher Buchhändler und Verleger
- Trübner, Wilhelm (1851–1917), deutscher Maler des Realismus
- Trubnikow, Wjatscheslaw Iwanowitsch (1944–2022), russischer Journalist, Politikwissenschaftler, Spion und Diplomat
- Trubnikowa, Marija Wassiljewna (1835–1897), russische Publizistin und Frauenrechtlerin
- Trubowitz, Eugene (* 1951), US-amerikanischer Mathematiker
- Trubridge, Liz (* 1955), britische Film- und Serienproduzentin
- Trubridge, William (* 1980), neuseeländischer Apnoetaucher
- Trübsbach, Florian (* 1976), deutscher Jazzmusiker und Hochschullehrer
- Trübsbach, Rainer (* 1942), deutscher Historiker
- Trübswasser, Gunther (* 1944), österreichischer Politiker (Grüne), Landtagsabgeordneter
- Trüby, Rainer, deutscher Nu Jazz-DJ und MusikproduzentRainer Trüby

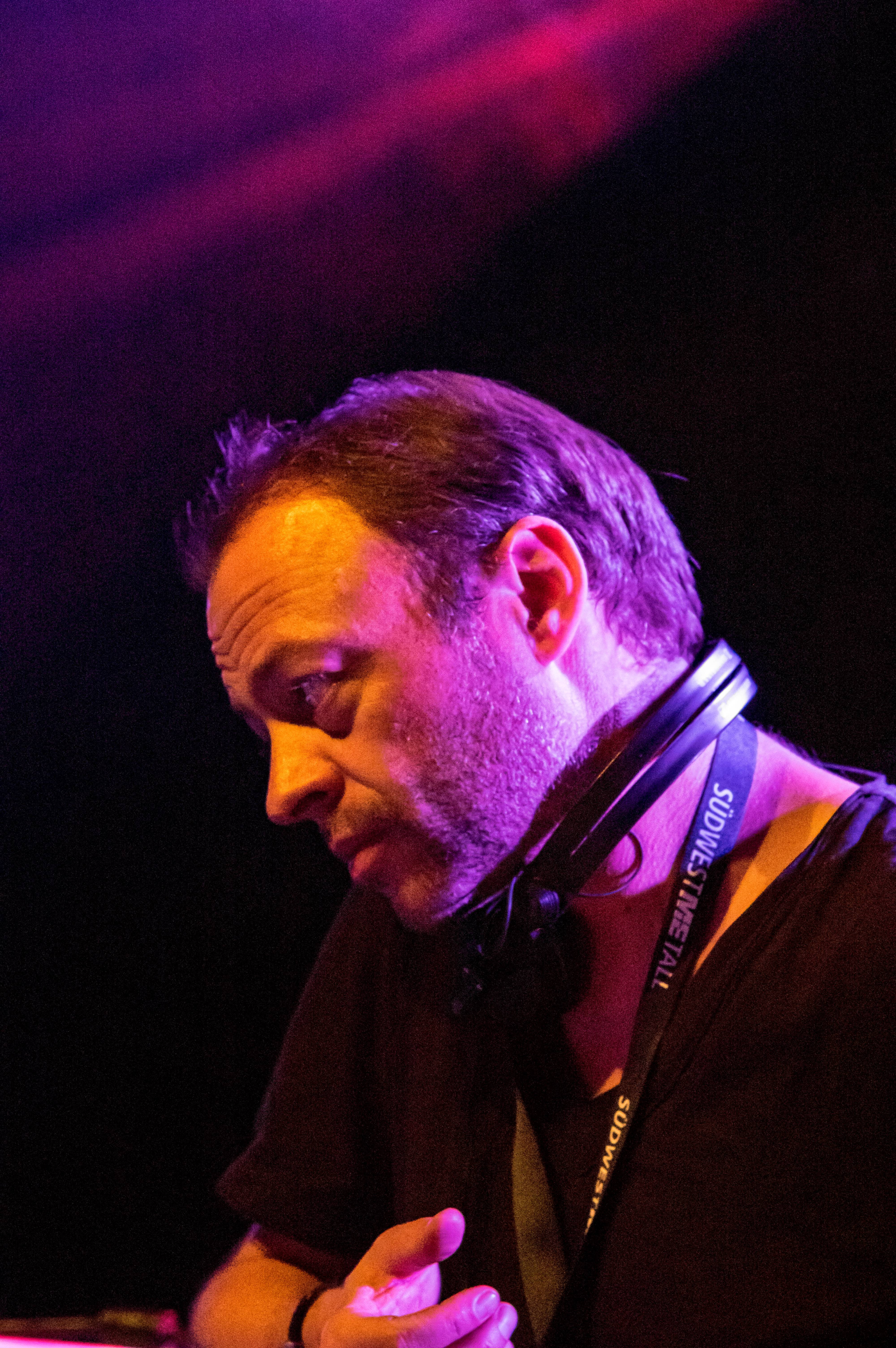
Rainer Trüby

- Trüby, Stephan (* 1970), deutscher Architekt

### Truc
- Truc, Georges (1893–1941), französischer Dirigent
- Trucco, Leonardo († 1587), italienischer Geistlicher
- Trucco, Manuel (1875–1954), chilenischer Politiker
- Trucco, Michael (* 1970), US-amerikanischer SchauspielerMichael Trucco (* 1970)

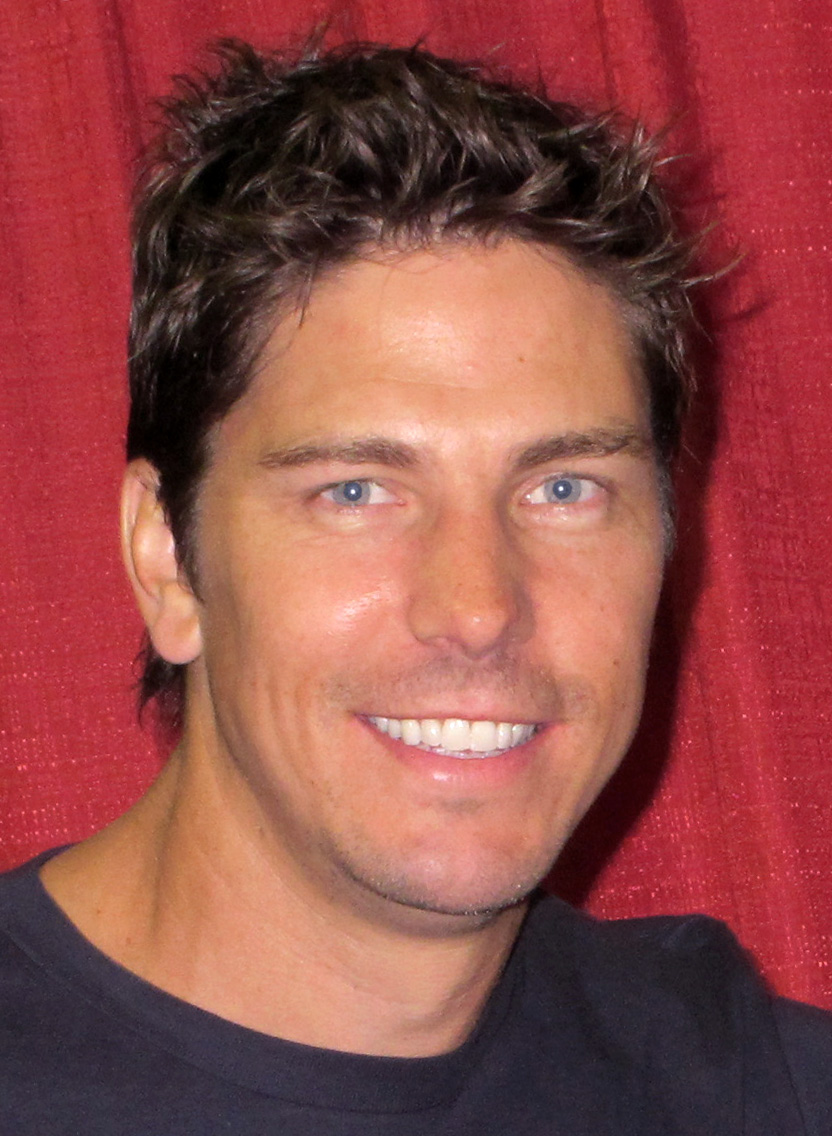
Michael Trucco (* 1970)

- Trucco, Vincenzo, italienischer Automobilrennfahrer
- Truchan, Wojciech (* 1948), polnischer Biathlet
- Truchanovičius, Jonas (* 1993), litauischer Handballspieler
- Truchanow, Hennadij (* 1965), ukrainischer Politiker, Bürgermeister von Odessa
- Trücher, Christoph, österreichischer DJ
- Truchet, Jacques (1921–1998), französischer Romanist und Literaturwissenschaftler
- Truchet, Sébastien (1657–1729), französischer Priester, Mathematiker, Physiker und Typograph
- Truchin, Fjodor Iwanowitsch (1896–1946), sowjetischer Offizier
- Truchlar, Leo (* 1939), österreichischer Amerikanist
- Truchno, Wjatscheslaw Leonidowitsch (* 1987), russischer Eishockeyspieler
- Truchon, Antoine (* 1990), kanadischer Snowboarder
- Truchon, Caroline (* 1988), kanadische Shorttrackerin
- Truchot, Laurent (* 1962), französischer Jurist
- Truchsess von Höfingen, Hans († 1576), württembergischer Rat und Obervogt von Tübingen
- Truchsess von Höfingen, Ludwig († 1518), deutscher Jurist und Dekan
- Truchseß von Pommersfelden, Veit I. († 1503), Bischof von Bamberg (1501–1503)
- Truchsess von Rheinfelden, Franz Konrad Joseph (1737–1826), deutscher Adeliger
- Truchseß von und zu Wetzhausen, Volker Freiherr (1936–2024), deutscher Politiker (SPD), MdL
- Truchseß von Waldburg, Friedrich Ludwig I. (1711–1777), preußischer Generalmajor, Chef des Dragonerregiments „von Schönaich“
- Truchsess von Waldburg, Joachim Heinrich (1646–1718), königlich-preußischer Generalleutnant, Chef eines Bataillons zu Fuß, Amtshauptmann von Angerburg
- Truchseß von Waldburg, Karl Friedrich Ernst (1743–1800), preußischer Generalmajor, Chef des Kürassierregiments Nr. 4
- Truchseß von Waldburg, Karl Ludwig (1685–1738), preußischer Generalmajor, Kammerherr von König Friedrich I. (Preußen), Amtshauptmann von Insterburg und Landmarschall von Preußen

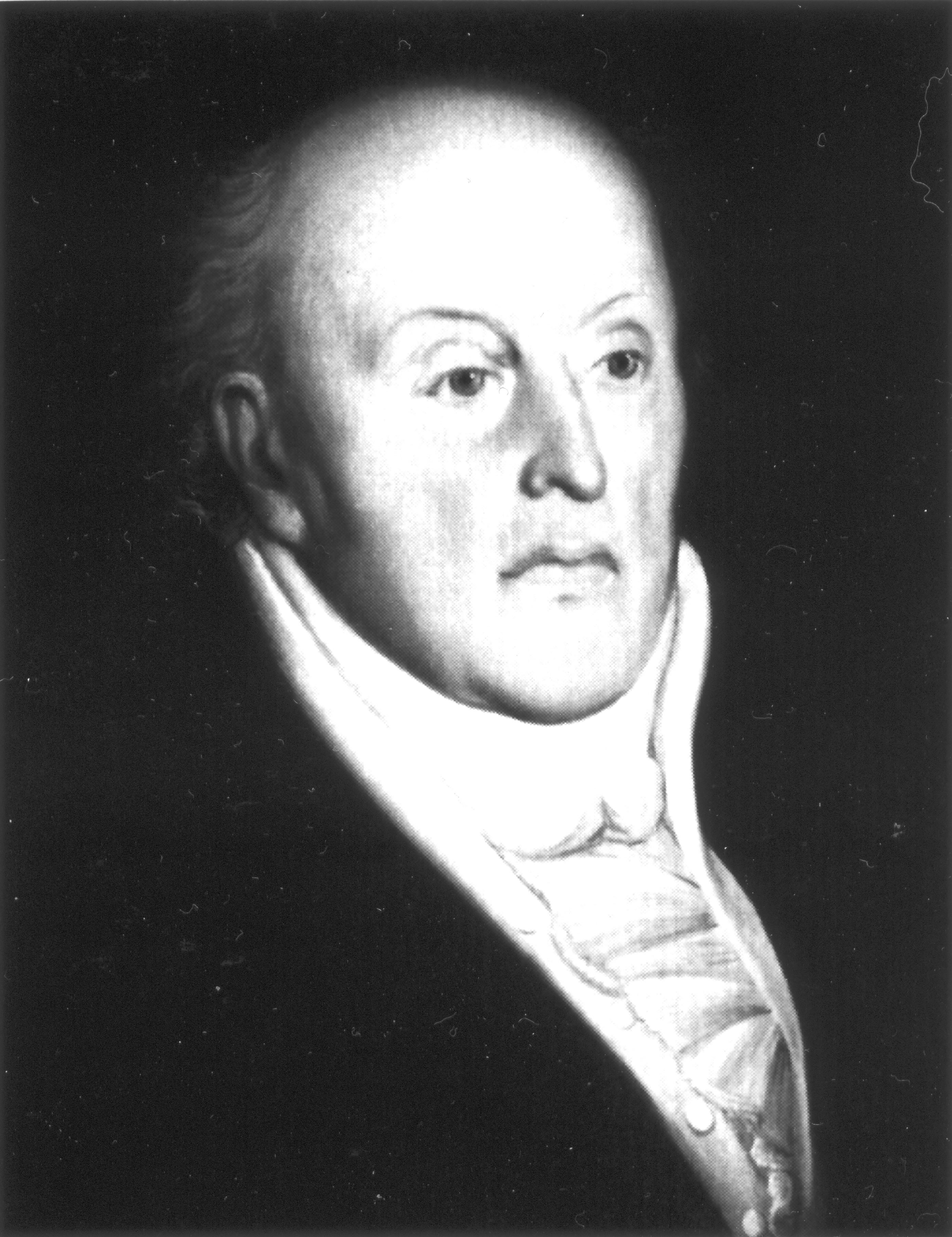
Christian Truchseß von Wetzhausen (1755–1826)

- Truchseß von Wetzhausen, Christian (1755–1826), Major der Hessen-Kassler Garde, Kirschenzüchter und Initiator der Bettenburger TafelrundeChristian Truchseß von Wetzhausen (1755–1826)
- Truchseß von Wetzhausen, Georg (1465–1552), deutscher Abt
- Truchseß von Wetzhausen, Thomas († 1523), adeliger Domdekan in Speyer, Theologe und Humanist
- Truchseß von Wetzhausen, Veit Heinrich (1644–1710), k.k. General der Kavallerie
- Truchsess zu Waldburg, Friedrich Ludwig II. (1741–1807), preußischer Major und Kammerherr
- Truchsess zu Waldburg, Friedrich Ludwig III. (1776–1844), preußischer Generalleutnant, Diplomat und Politiker
- Truchsess zu Waldburg, Friedrich Sebastian Wunibald (1677–1745), königlich preußischer Generalleutnant, Träger des Schwarzen Adlerordens, Ritter des Johanniterordens und Komtur von Lagow
- Truchseß, Albert, deutscher Benediktinerabt
- Truchseß, Ruth von (* 1941), deutsche Politikerin (SPD), MdL
- Truchsess-Waldburg-Zeil, Maria Walburga von (1762–1828), Wohltäterin und Pädagogin
- Truck, Josef († 1868), österreichischer Politiker, Oberrichter von Klagenfurt
- Trück, Thekla (1739–1808), Äbtissin von Lichtenthal
- Truckenbrod, Jens (* 1980), deutscher Fußballspieler
- Truckenbrodt, Erich (1917–2009), deutscher Strömungsmechaniker
- Truckenbrodt, Richard (1887–1961), deutscher Ethnologe und Lehrer
- Truckenbrodt, Walter (1914–1999), deutscher Jurist und Diplomat
- Trucks, Butch (1947–2017), US-amerikanischer Schlagzeuger
- Trucks, Derek (* 1979), US-amerikanischer Gitarrist und BandleaderDerek Trucks (* 1979)

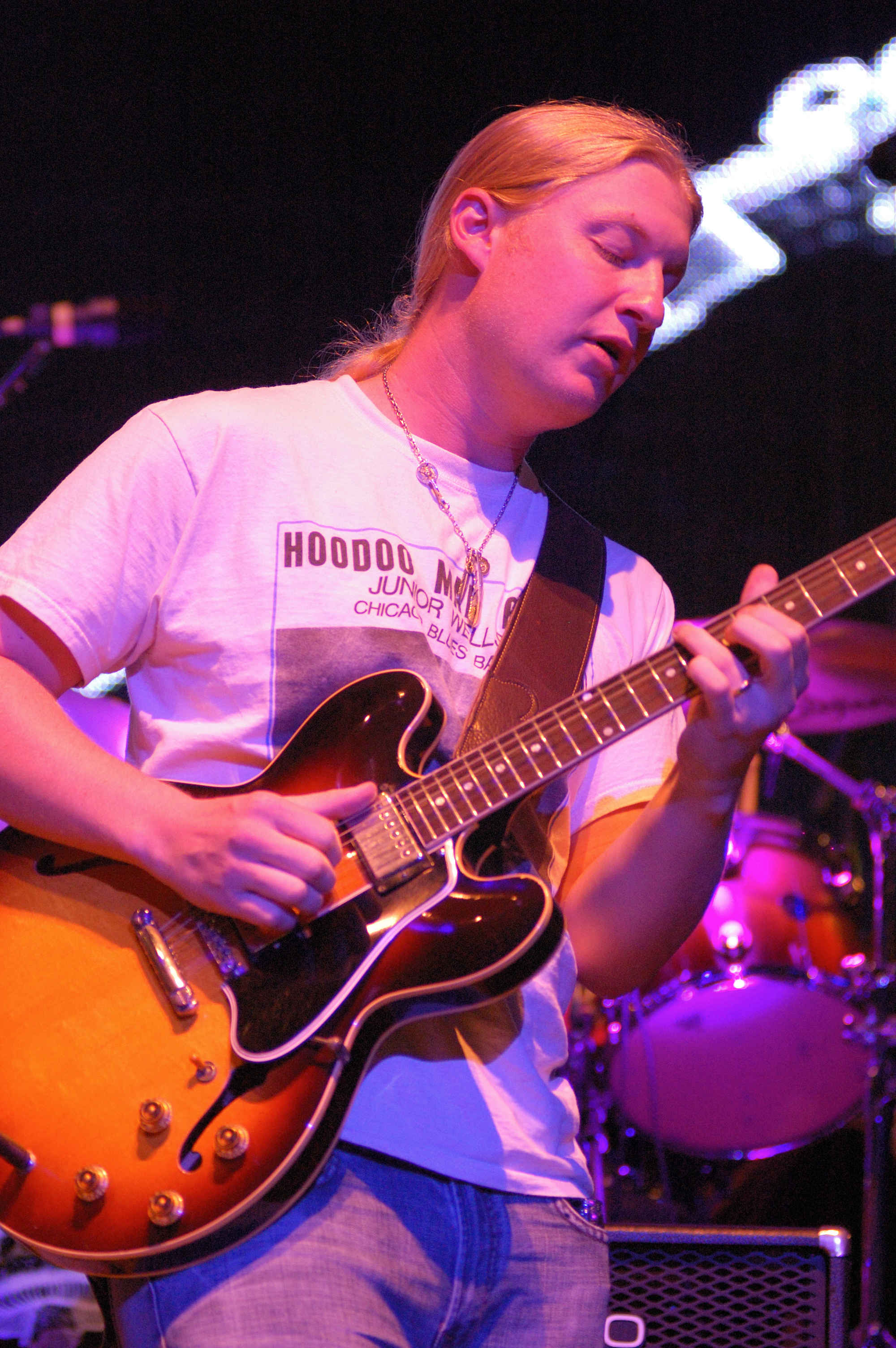
Derek Trucks (* 1979)

- Trucks, Toni (* 1980), US-amerikanische Schauspielerin
- Trucksaess, Karl (1880–1961), deutscher Politiker (DVP, LDP, FDP), MdA
- Trucksäß, Fritz (* 1874), deutscher Maschinenbauer und Unternehmer

### Trud
- Trudaine de Montigny, Philibert (1733–1777), französischer Chemiker
- Trudeau, Arthur G. (1902–1991), US-amerikanischer Offizier, Generalleutnant der US-Army
- Trudeau, Charles-Émile (1887–1935), kanadischer Politiker und Unternehmer
- Trudeau, Garry (* 1948), US-amerikanischer Cartoonist
- Trudeau, Justin (* 1971), kanadischer PolitikerJustin Trudeau (* 1971)

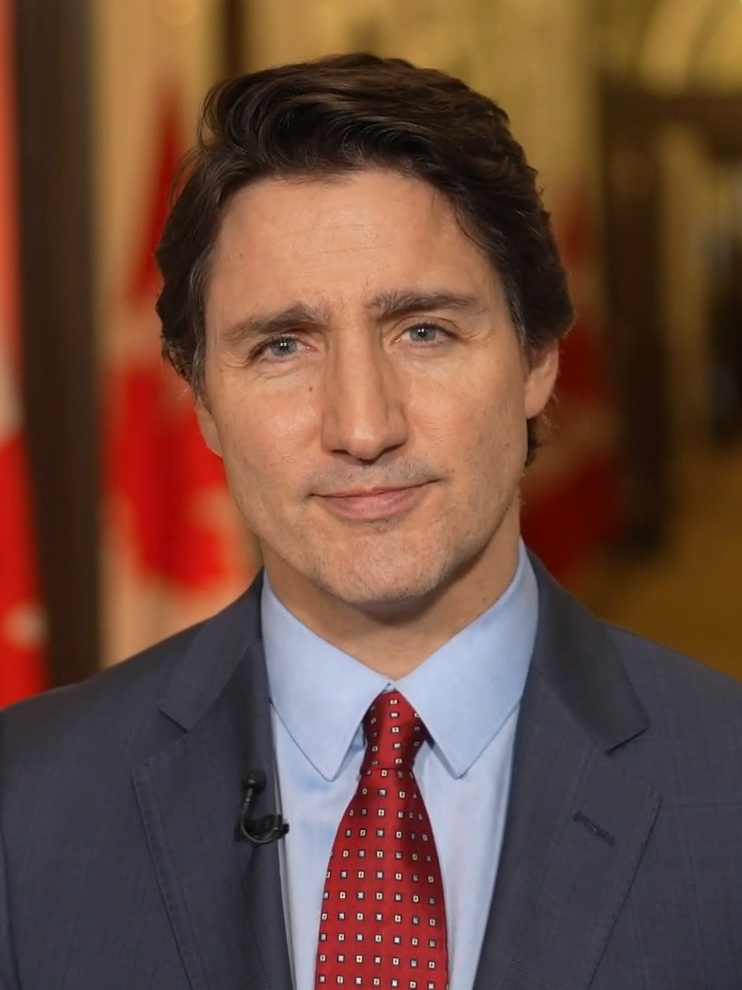
Justin Trudeau (* 1971)

- Trudeau, Marc (* 1957), US-amerikanischer Geistlicher und römisch-katholischer Weihbischof in Los Angeles
- Trudeau, Margaret (* 1948), kanadische Sachbuchautorin, Sozialanwältin für Menschen mit bipolarer Störung, First Lady Kanadas
- Trudeau, Pierre (1919–2000), kanadischer Politiker
- Trudeau, Yves (1946–2008), kanadischer Schwerverbrecher
- Trudel, Dorothea (1813–1862), Schweizer Seelsorgerin
- Trudel, Edmond (1892–1977), kanadischer Dirigent, Pianist und Musikpädagoge
- Trudel, Gabrielle (* 2003), kanadische Schauspielerin und Kinderdarstellerin
- Trudel, Hans (1881–1958), Schweizer Bildhauer, Maler und Holzschneider
- Trudel, Jean-Guy (* 1975), kanadischer Eishockeyspieler, -trainer und -funktionär
- Trudel, William Joseph (1890–1968), US-amerikanischer römisch-katholischer Ordensgeistlicher und Apostolischer Vikar von Tabora
- Trudell, John (1946–2015), indianischer Freiheitskämpfer, Musiker und SchauspielerJohn Trudell (1946–2015)

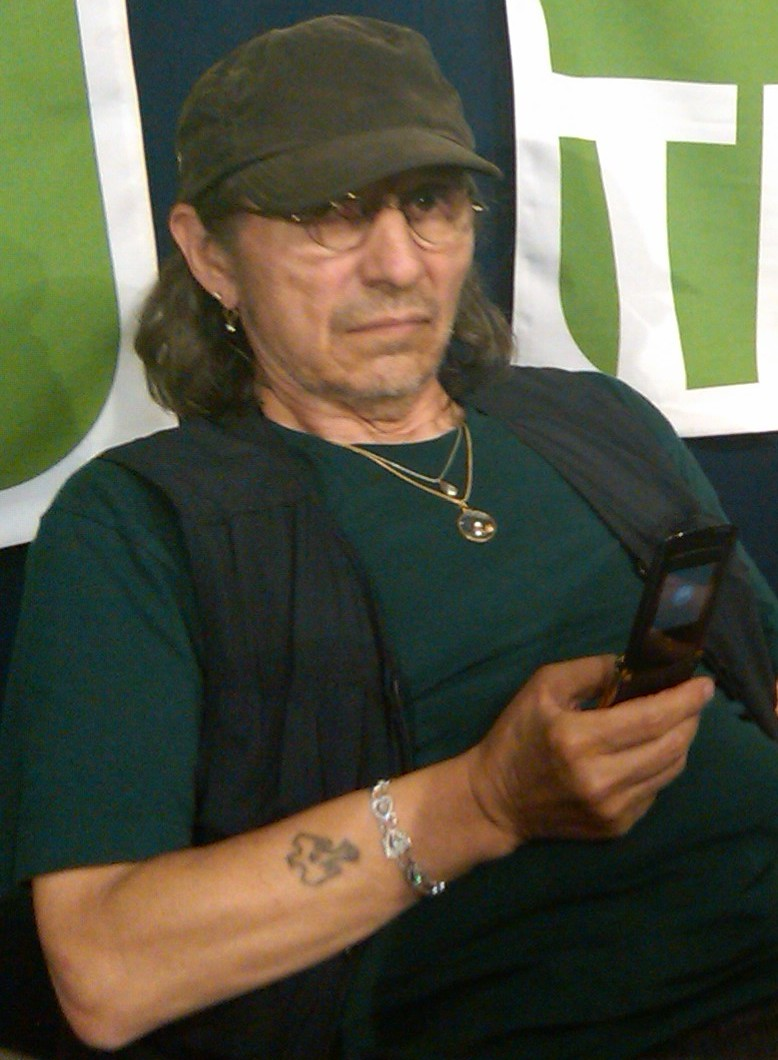
John Trudell (1946–2015)

- Trudell, Johnny († 2021), US-amerikanischer Jazzmusiker (Trompete)
- Trudinger, Neil (* 1942), australischer Mathematiker
- Trüdinger, Paul (1895–1961), Schweizer Architekt
- Trudpert, irischer Eremit und Missionar im Breisgau
- Trudy, Deena (* 1986), kanadisch-britische Schauspielerin
- Trudzinski, Friederike (* 1982), deutsche Autorin und Dramaturgin

### True
- True, Alexander (* 1997), dänischer Eishockeyspieler
- True, Andrea (1943–2011), US-amerikanische Pornodarstellerin und Sängerin
- True, Dennis (1988–2025), deutscher Politiker (SPD), MdL Niedersachsen
- True, Frederick William (1858–1914), US-amerikanischer Biologe
- True, Mads (* 1972), dänischer Eishockeyspieler
- True, Marion (* 1948), US-amerikanische Klassische Archäologin
- True, Nicholas, Baron True (* 1951), britischer Politiker
- True, Rachel (* 1966), US-amerikanische Schauspielerin
- True, Sarah (* 1981), US-amerikanische Triathletin
- True-Frost, Jim (* 1966), US-amerikanischer SchauspielerJim True-Frost (* 1966)

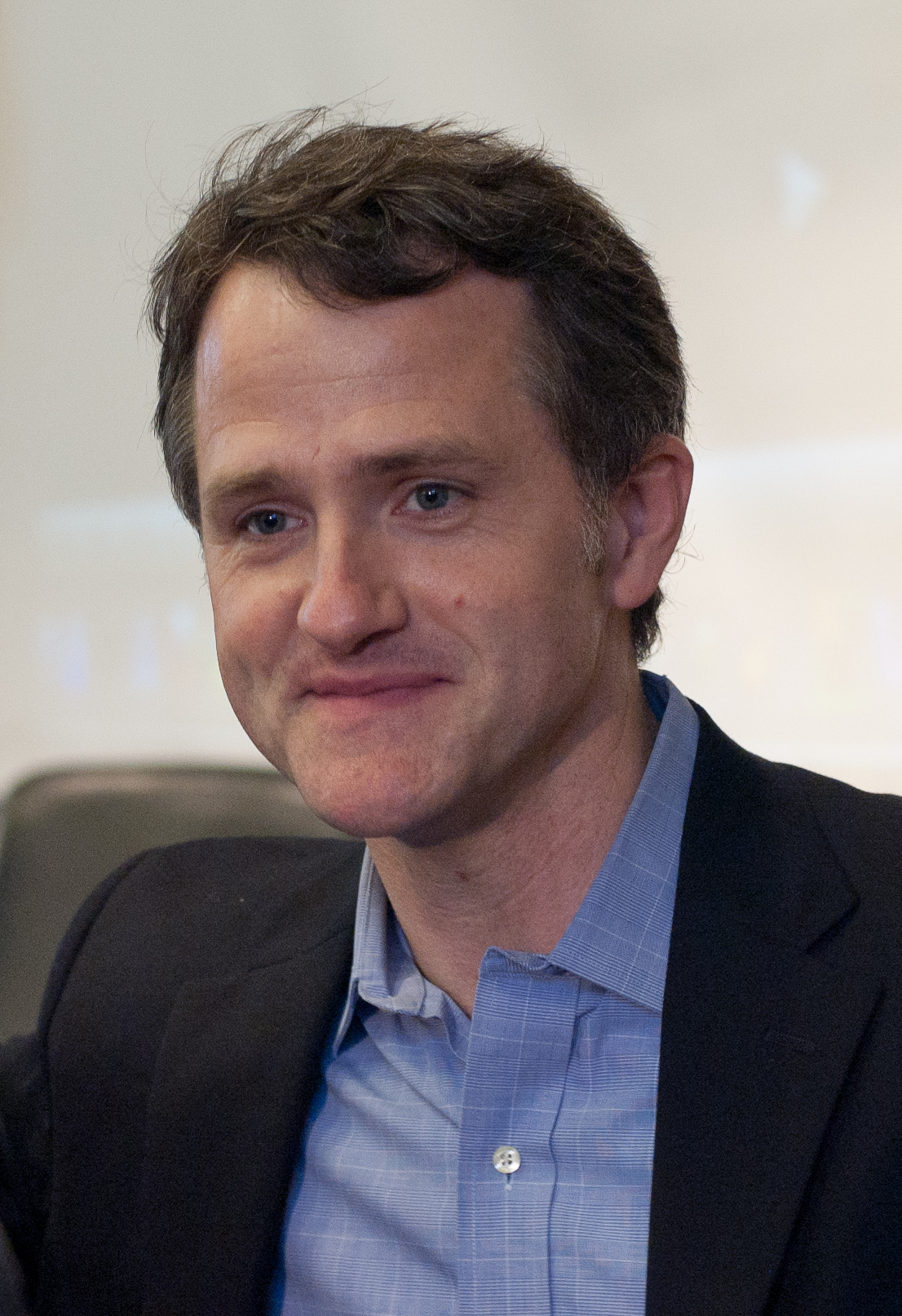
Jim True-Frost (* 1966)

- Trüeb, Ernst Urs (1924–2015), Schweizer Kulturingenieur und Hochschullehrer
- Trueb, Linda (* 1942), US-amerikanische Herpetologin
- Trueb, Lucien (1934–2023), Schweizer Chemiker, Journalist und Autor
- Trueba, Antonio de (1819–1889), spanischer Schriftsteller
- Trueba, David (* 1969), spanischer Schauspieler, Schriftsteller, Drehbuchautor und Regisseur
- Trueba, Fermín (1914–2007), spanischer Radrennfahrer
- Trueba, Fernando (* 1955), spanischer Filmregisseur, Drehbuchautor und Filmproduzent
- Trueba, Vicente (1905–1986), spanischer Radrennfahrer
- Trueblood, Jeremy (* 1983), US-amerikanischer American-Football-Spieler
- Truedsson, Felicia (* 2000), schwedische Schauspielerin
- Truedsson, Folke (1913–1989), schwedischer Bildhauer, Maler und Zeichner
- Truedsson, Peter (* 1961), schwedischer Fußballspieler
- Truel, Paul (1924–2014), französischer Ampelograph
- Truelson, Kevin (* 1981), US-amerikanischer Eishockeyspieler
- Trueman, Arthur Elijah (1894–1956), britischer Geologe
- Trueman, Carl (* 1967), britischer reformierter Theologe und Kirchenhistoriker
- Trueman, Doris (* 1953), britische Skilangläuferin
- Trueman, Jim (1935–1986), US-amerikanischer Unternehmer und Autorennfahrer
- Trueman, Paul, englischer Badmintonspieler
- Trueman, Paula (1897–1994), US-amerikanische Schauspielerin
- Truesdale, Teresa, US-amerikanische Schauspielerin und Synchronsprecherin
- Truesdale, Yanic (* 1970), kanadischer SchauspielerYanic Truesdale (* 1970)

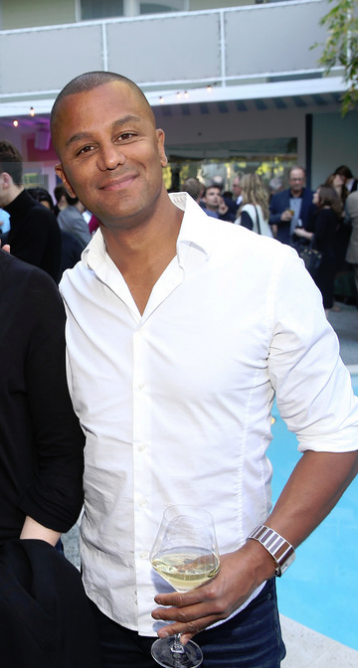
Yanic Truesdale (* 1970)

- Truesdell, Clifford (1919–2000), US-amerikanischer Mathematiker, Schriftsteller, Historiker der Naturwissenschaften und Mathematik und Naturphilosoph
- Truesdell, Karl (1882–1955), US-amerikanischer Offizier, Generalmajor der US Army
- Truesdell, Nathan, US-amerikanischer Kameramann, Filmeditor, Filmproduzentin und -regisseurin
- Truesdell, Ryan, US-amerikanischer Arrangeur, Komponist, Kopist, Musikproduzent und Bandleader
- Trueta i Raspall, Josep (1897–1977), spanisch-katalanischer Chirurg und Traumatologe
- Truette, Everett Ellsworth (1861–1933), US-amerikanischer Organist, Komponist, Musikverleger und Autor
- Truex, Ernest (1889–1973), US-amerikanischer Film- und Theaterschauspieler
- Truex, Martin junior (* 1980), US-amerikanischer NASCAR-Rennfahrer
- Truex, Max (1935–1991), US-amerikanischer Langstreckenläufer

### Truf
- Trufanow, Michail (* 1985), russischer Naturbahnrodler
- Trufanow, Nikolai Iwanowitsch (1900–1982), sowjetischer General, Militärbefehlshaber von Leipzig
- Trufanow, Sergei Michailowitsch (1880–1952), russisch-orthodoxer Prediger, Autor und Filmschauspieler
- Trufant, Desmond (* 1990), US-amerikanischer American-Football-Spieler
- Trufant, Marcus (* 1980), US-amerikanischer American-Football-Spieler
- Truffaut, François (1932–1984), französischer Filmregisseur, Filmkritiker, Schauspieler und ProduzentFrançois Truffaut (1932–1984)

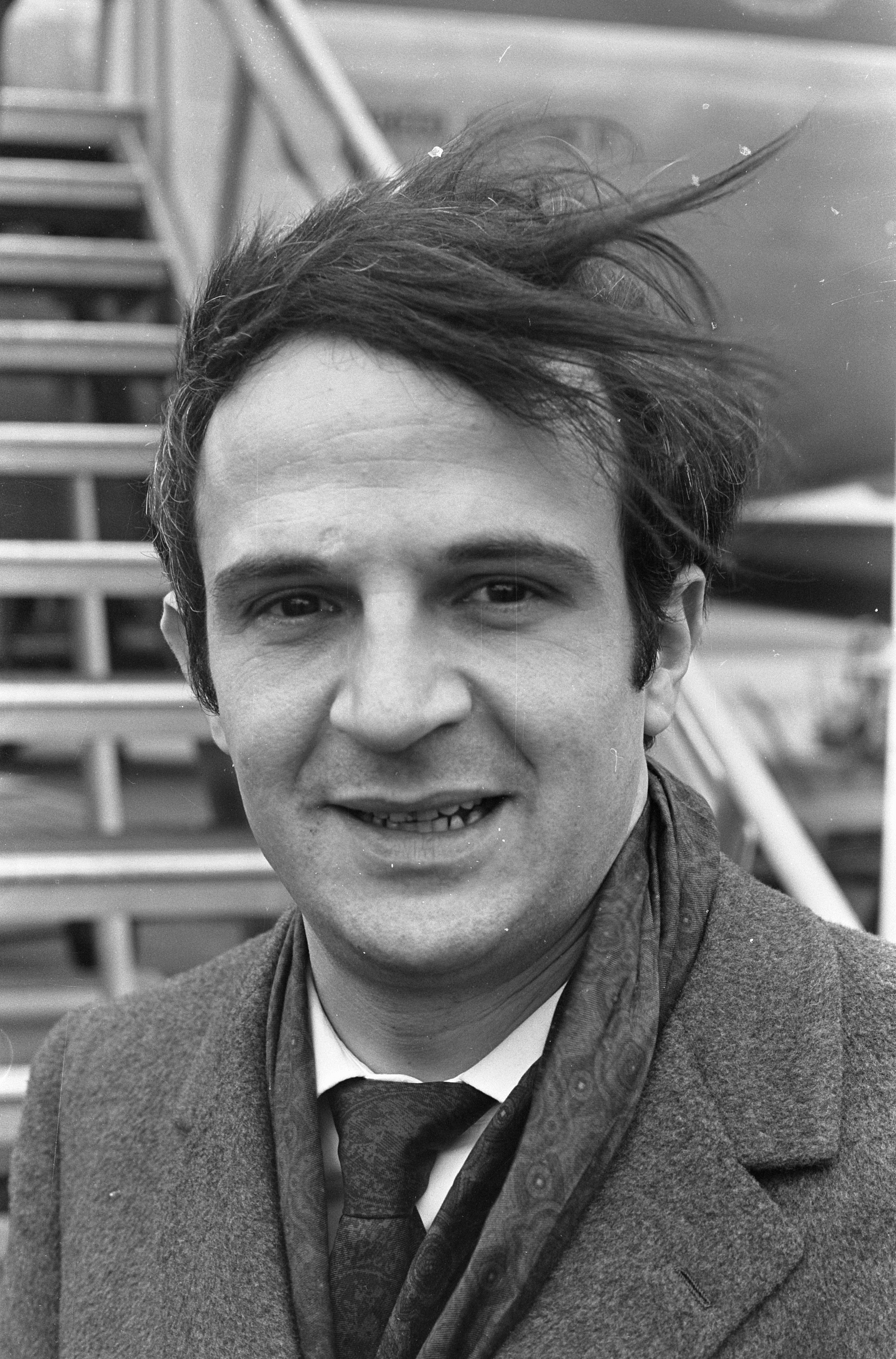
François Truffaut (1932–1984)

- Truffaz, Erik (* 1960), französischer Jazztrompeter
- Truffer, Sonja (* 1973), Schweizer Sängerin
- Truffert, Adrien (* 2001), französischer Fußballspieler
- Truffi, Ferruccio (1859–1947), italienischer Chemiker und Pharmazeut

### Trug
- Truganini († 1876), letzte unvermischte Tasmanierin
- Trugenberger, Volker (* 1954), deutscher Archivar und Historiker
- Truger, Achim (* 1969), deutscher ÖkonomAchim Truger (* 1969)

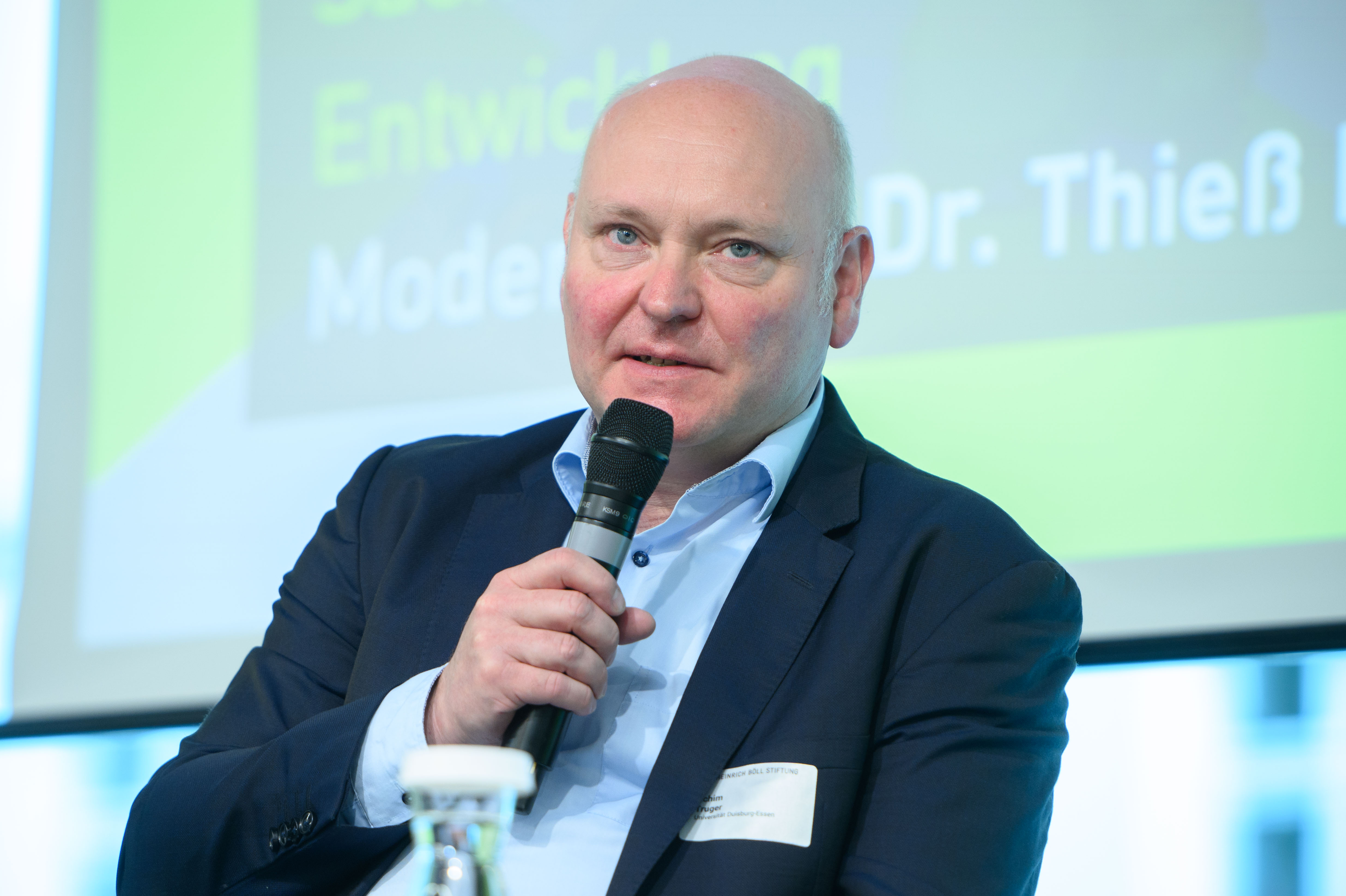
Achim Truger (* 1969)

- Truger, Ulrike (* 1948), österreichische Bildhauerin
- Truguet, Laurent (1752–1839), französischer Admiral und Politiker

### Truh
- Truhart, Peter (* 1936), deutscher Diplomat
- Truhelka, Jagoda (1864–1957), kroatische Pädagogin und Schriftstellerin für Kinder und Jugendliche
- Truhlar, Donald G. (* 1944), US-amerikanischer Chemiker
- Truhn, Hieronymus (1811–1886), deutscher Dirigent, Komponist und Musikschriftsteller

### Trui
- Truijen, Hans (1928–2005), niederländischer Maler und Glaskünstler
- Truise, Com, US-amerikanischer Musiker im Bereich der elektronischen Musik
- Truitt, Anne (1921–2004), US-amerikanische Bildhauerin
- Truitt, Danielle Moné (* 1981), US-amerikanische Schauspielerin
- Truitt, George (1756–1818), US-amerikanischer Politiker

### Truj
- Trujić, Nikola (* 1992), serbischer Fußballspieler
- Trujillo Arango, Augusto (1922–2007), kolumbianischer Geistlicher, Erzbischof von Tunja in Kolumbien
- Trujillo Martínez, Ramfis (1929–1969), dominikanischer Rennfahrer, Playboy, Militär und PolitikerRamfis Trujillo Martínez (1929–1969)

Ramfis Trujillo Martínez (1929–1969)

- Trujillo Molina, Hector Bienvenido (1908–2002), dominikanischer Militär, General und Politiker der Dominikanischen Republik
- Trujillo Soler, Gabriel (* 1979), spanischer Tennisspieler
- Trujillo, Alejandro (1952–2020), chilenischer Fußballspieler
- Trujillo, Antonio (* 1954), venezolanischer Dichter, Kunsthandwerker und Chronist
- Trujillo, Carlos († 1993), kolumbianischer Bauingenieur
- Trujillo, Carlos Holmes (1951–2021), kolumbianischer Politiker
- Trujillo, Chad (* 1973), US-amerikanischer Astronom
- Trujillo, Daniela (* 1995), kolumbianische Schauspielerin und Sängerin
- Trujillo, Efraim (* 1969), amerikanischer Jazzmusiker (Saxophone, Komposition)
- Trujillo, Fabián (* 1986), uruguayischer Fußballspieler
- Trujillo, Henry (* 1965), uruguayischer Schriftsteller
- Trujillo, José Javier, mexikanischer Fußballspieler
- Trujillo, Juan A., uruguayischer Politiker
- Trujillo, Maria (* 1959), US-amerikanische Marathonläuferin mexikanischer Herkunft
- Trujillo, Omar (1977–2022), mexikanischer Fußballspieler
- Trujillo, Petán (1895–1969), venezolanischer General und Rundfunkdirektor
- Trujillo, Rafael (* 1975), spanischer Segler
- Trujillo, Raoul (* 1955), US-amerikanischer Schauspieler, Tänzer und Choreograf indianischer Abstammung
- Trujillo, René (* 1947), mexikanischer Fußballspieler
- Trujillo, Robert (* 1964), US-amerikanischer RockmusikerRobert Trujillo (* 1964)

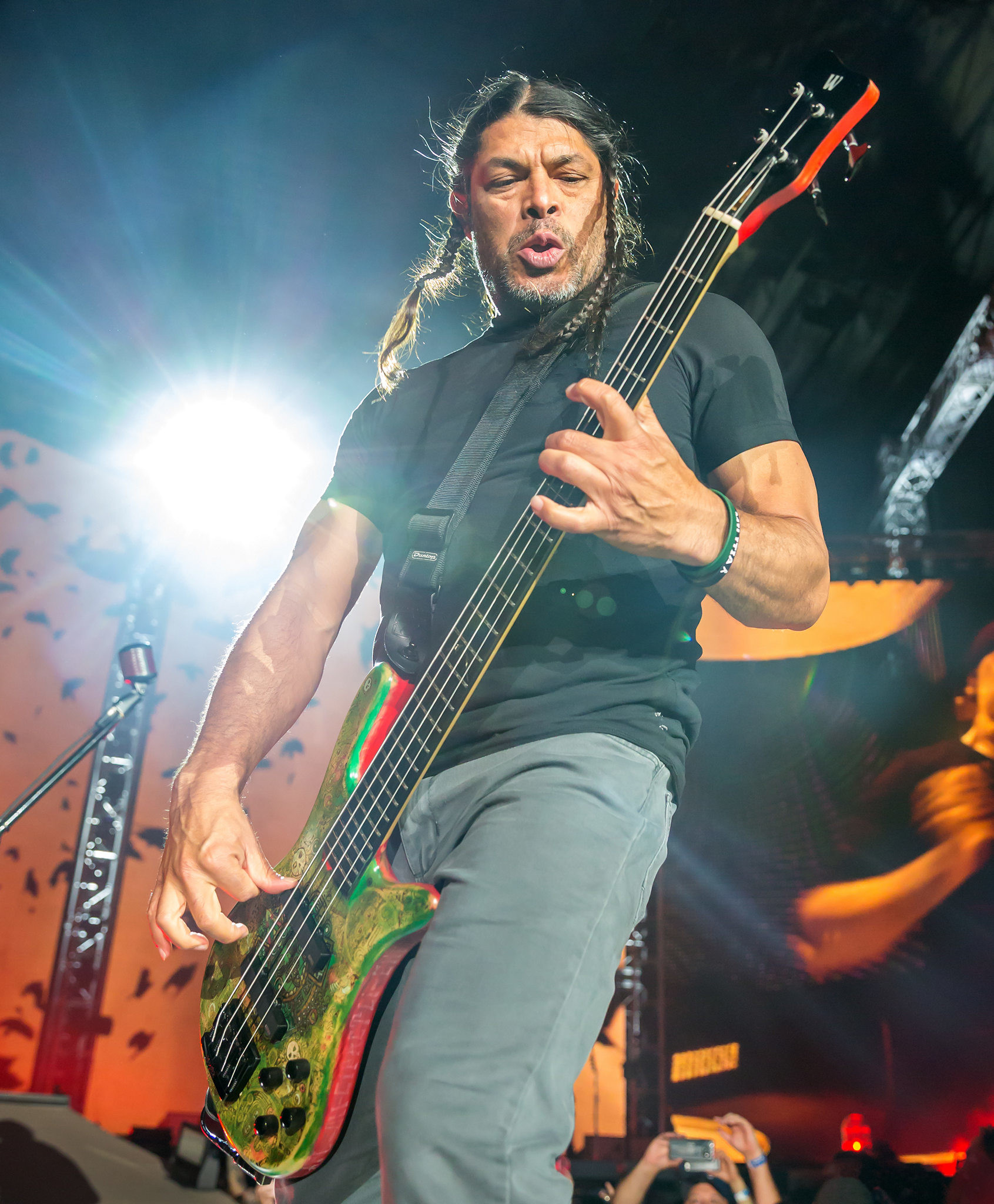
Robert Trujillo (* 1964)

- Trujillo, Rolando (* 1979), kolumbianischer Straßenradrennfahrer
- Trujillo, Sergio (* 1963), kanadisch-kolumbianischer Schauspieler und Choreograf

### Truk
- Trukesitz, Thomas (* 1972), österreichischer Fernsehmoderator und -kommentator

### Trul
- Trull, Christian (* 1946), deutscher General
- Trull, Ernst-Friedrich (1797–1871), deutscher Apotheker
- Trull, Gabriele (* 1947), deutsche Lehrerin und Verbandsvorsitzende
- Trull, Heinrich (1924–1996), deutscher Marineoffizier und Pädagoge
- Trull, Ilmar (* 1957), estnischer Dichter, Humorist und Kinderbuchautor sowie Buchillustrator
- Trull, Juan (* 1973), spanischer Sprinter
- Trullemans, Pierre (* 1898), belgischer Langstreckenläufer
- Trüller, Harry (1868–1934), deutscher Zwieback-, Keks- und Schokoladenfabrikant, Bürgervorsteher und Senator in Celle; Initiator der Straßenbahn Celle
- Trüllerey, Gangwolf († 1547), Schaffhauser Tagsatzungsgesandter und bischöflicher Vogt
- Trüllerey, Hans (1457–1515), Schaffhauser Bürgermeister, Stadtrichter und Tagsatzungsgesandter
- Trüllerey, Ulrich († 1501), Schaffhauser Bürgermeister und Tagsatzungsgesandter
- Trulley, Leopold (1732–1793), österreichischer römisch-katholischer Ordenspriester, Propst von St. Florian
- Trulli, Enzo (* 2005), italienischer Automobilrennfahrer
- Trulli, Jarno (* 1974), italienischer AutomobilrennfahrerJarno Trulli (* 1974)

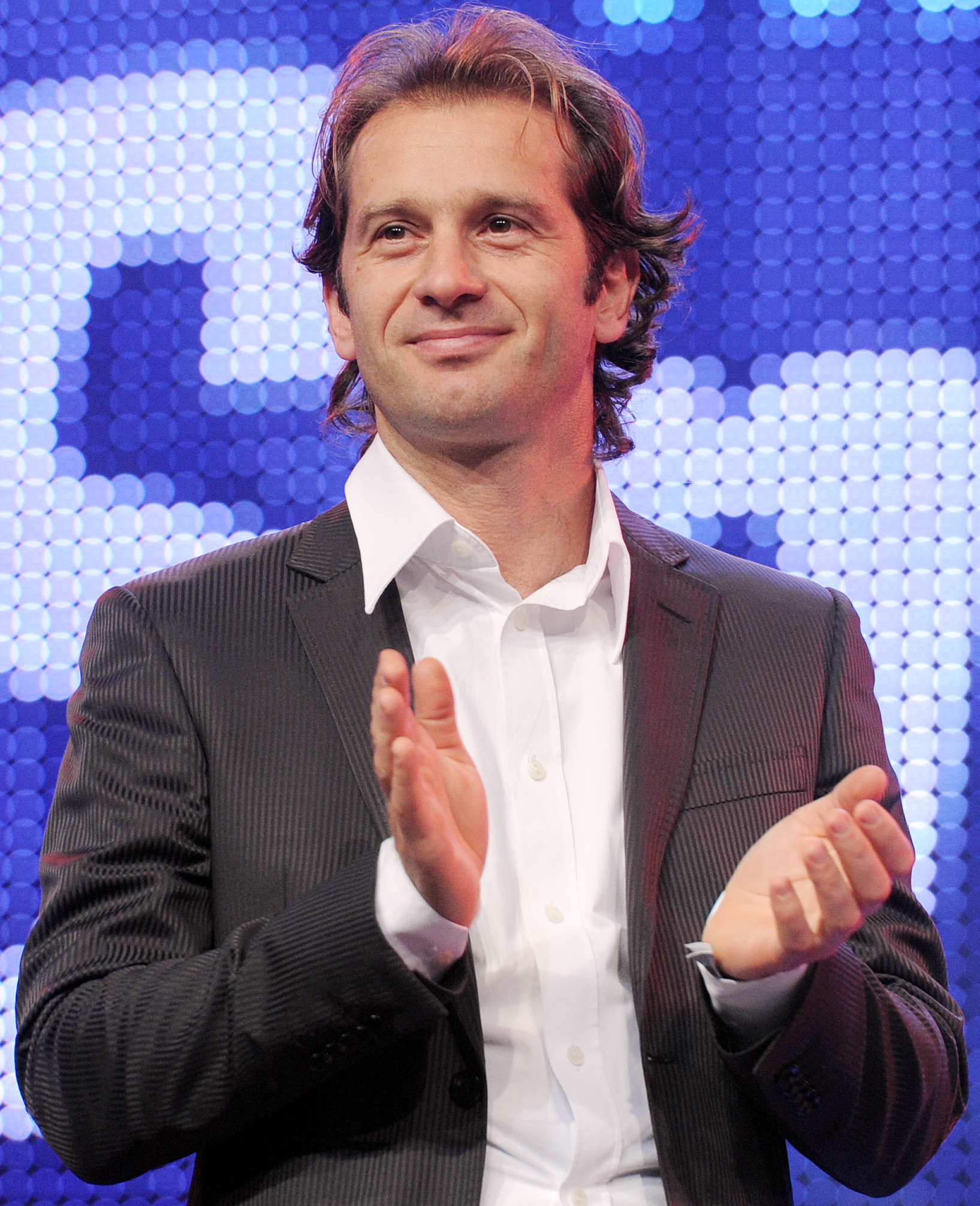
Jarno Trulli (* 1974)

- Trullo, David (* 1969), spanischer Künstler
- Truls (* 1981), norwegischer Rocksänger
- Trulsen Vågberg, Trine (* 1962), norwegische Curlerin
- Trulsen, André (* 1965), deutscher Fußballspieler und -trainer
- Trulsen, Pål (* 1962), norwegischer Curler
- Trulsson, William (* 2006), schwedischer Sprinter
- Truluck, Rembert (1934–2008), US-amerikanischer christlicher Theologe, Geistlicher und Autor
- Truly, Richard Harrison (1937–2024), US-amerikanischer Astronaut

### Trum
- Trum, Andreas (1920–1947), deutscher SS-Oberscharführer und Blockführer im KZ Mauthausen
- Trum, Bernhard, deutscher Streetartkünstler
- Trum, Jakob (1904–1987), deutscher Bierbrauer und Senator (Bayern)
- Truman Daniel, Margaret (1924–2008), US-amerikanische Schauspielerin und Autorin
- Truman, Bess (1885–1982), US-amerikanische First Lady
- Truman, Carlotta (* 1999), deutsche Sängerin
- Truman, Christine (* 1941), britische Tennisspielerin
- Truman, David B. (1913–2003), US-amerikanischer Politikwissenschaftler und Hochschullehrer
- Truman, Harry R. (1896–1980), US-amerikanischer Gasthausverwalter
- Truman, Harry S. (1884–1972), US-amerikanischer Politiker und Präsident der USA (1945–1953)Harry S. Truman (1884–1972)

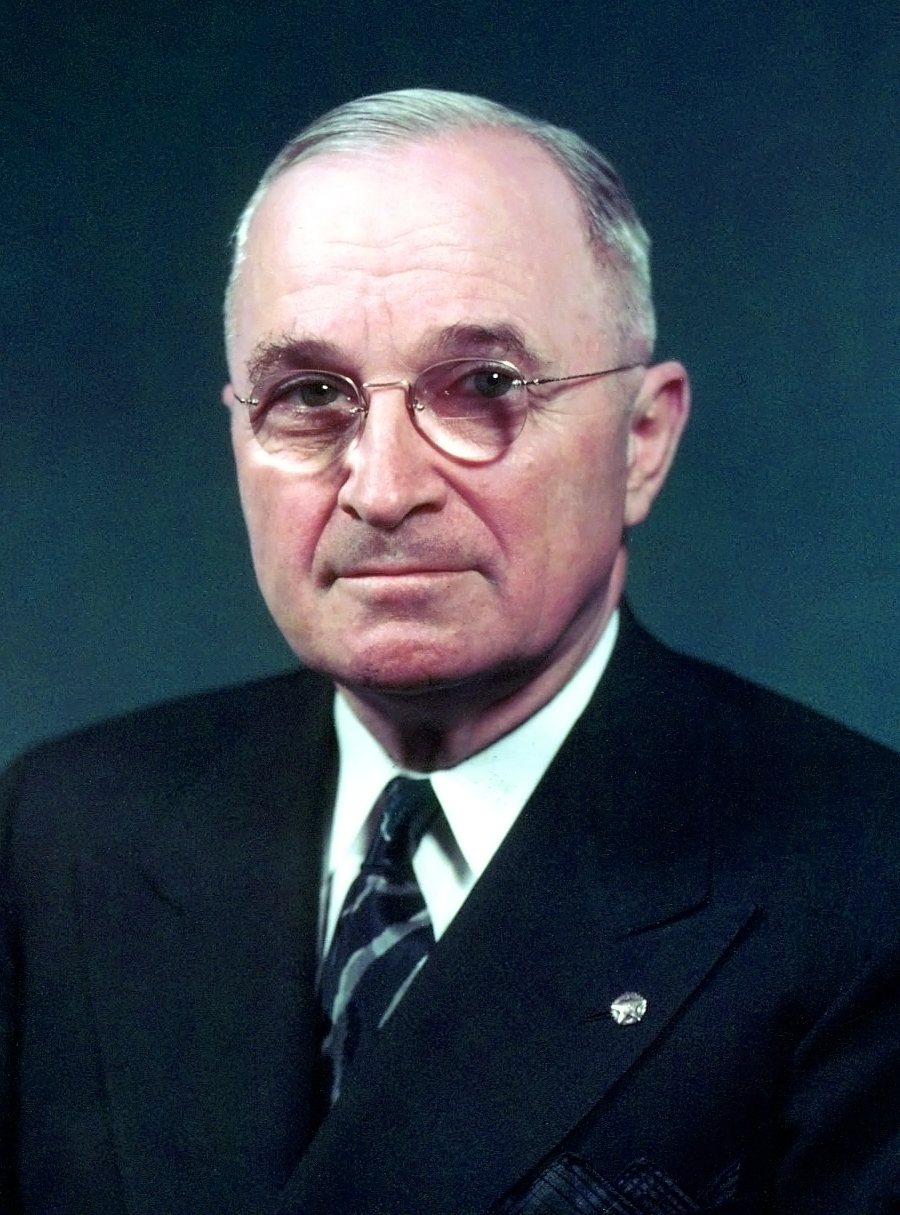
Harry S. Truman (1884–1972)

- Truman, Joseph (* 1997), britischer Bahnradsportler
- Truman, Louis W. (1908–2004), US-amerikanischer Offizier, Generalleutnant der US Army
- Truman, Michael (1916–1972), britischer Filmregisseur, Filmproduzent und Filmeditor
- Truman, Nell (1945–2012), britische Tennisspielerin
- Truman, Ralph (1900–1977), britischer Schauspieler
- Truman, Ralph E. (1880–1962), US-amerikanischer Offizier, Generalmajor der US Army
- Truman, Timothy (* 1956), US-amerikanischer Comicautor, Comiczeichner und Musiker
- Trumann, Janning (* 1990), deutscher Jazzmusiker (Posaune, Komposition, Orchesterleitung)
- Trümbach, Christine von (1900–1979), deutsche Schauspielerin
- Trümbach, Friedrich Adolf Rudolf von (* 1722), dänischer Generalleutnant und preußischer Freikorpsführer
- Trümbach, Karl Friedrich von (1834–1905), Mitglied des Provinziallandtages der Provinz Hessen-Nassau
- Trümbach, Karl Levin von (1718–1779), hessischer Adliger, Generalleutnant in Hessen-Kassel, Brabant, Bayern und Großbritannien
- Trumbauer, Frank (1901–1956), US-amerikanischer Jazz-Musiker
- Trumbauer, Horace (1868–1938), US-amerikanischer Architekt
- Trumbetaš, Drago (1937–2018), deutscher Maler, Graphiker und Autor
- Trumbić, Ante (1864–1938), kroatischer Politiker
- Trumbić, Ivo (1935–2021), jugoslawischer Wasserballspieler
- Trumble, Alex, US-amerikanischer Schauspieler und Model
- Trumble, John (1863–1944), australischer Cricketspieler
- Trumbo, Andrew (1797–1871), US-amerikanischer Politiker
- Trumbo, Christopher (1940–2011), US-amerikanischer Drehbuchautor
- Trumbo, Dalton (1905–1976), US-amerikanischer Drehbuch- und RomanautorDalton Trumbo (1905–1976)

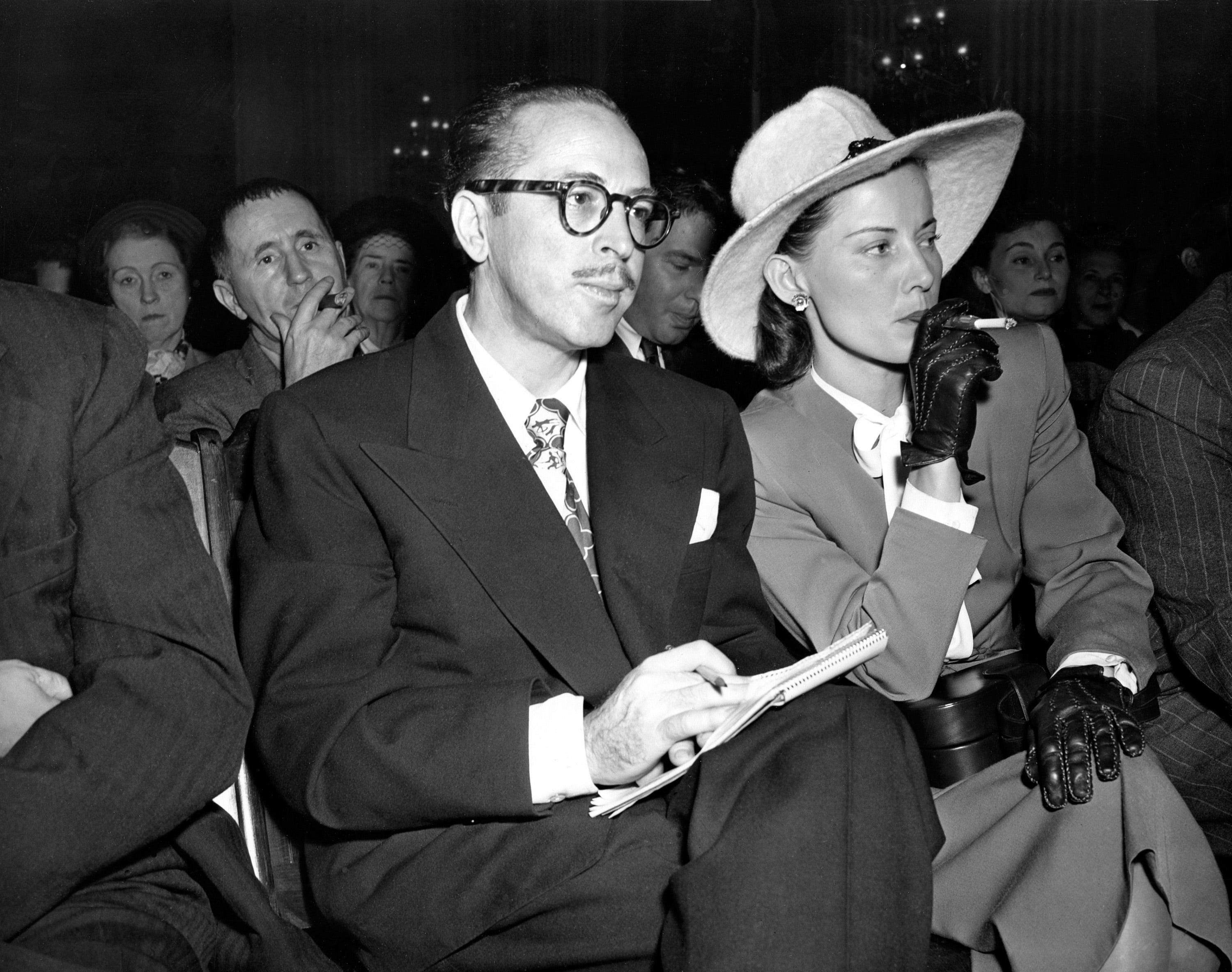
Dalton Trumbo (1905–1976)

- Trumbore, Susan (* 1959), US-amerikanische Geologin, Direktorin und Wissenschaftliches Mitglied am Max-Planck-Institut für Biogeochemie
- Trumbull, Donald (1909–2004), US-amerikanischer Filmtechniker und Spezialeffektkünstler
- Trumbull, Douglas (1942–2022), US-amerikanischer Spezialeffektkünstler und Filmregisseur
- Trumbull, James Hammond (1821–1897), US-amerikanischer Sprachwissenschaftler
- Trumbull, John (1750–1831), US-amerikanischer Dichter
- Trumbull, John (1756–1843), US-amerikanischer Maler
- Trumbull, John H. (1873–1961), US-amerikanischer Politiker
- Trumbull, Jonathan junior (1740–1809), US-amerikanischer Politiker
- Trumbull, Jonathan senior (1710–1785), US-amerikanischer Politiker und Gouverneur von Connecticut
- Trumbull, Joseph (1782–1861), Anwalt und Gouverneur von Connecticut
- Trumbull, Lyman (1813–1896), US-amerikanischer Politiker (Republikanische Partei)
- Trumheller, Heinrich (* 1972), deutscher Radrennfahrer
- Trumhere, Bischof des angelsächsischen Königreichs Mercia
- Trumler, Eberhard (1923–1991), österreichischer Verhaltensforscher
- Trumler, Franz (1687–1745), italienischer Steinmetzmeister des Barock
- Trumler, Gerhard (1937–2025), österreichischer Fotograf
- Trumler, Johann Carl (1657–1720), österreichischer kaiserlicher Hofsteinmetzmeister des Barock und Dombaumeister zu St. Stephan in Wien
- Trumler, Martin (1651–1705), italienisch-österreichischer Steinmetzmeister des Barock
- Trumme, Josefa (1919–2017), deutsche Hausfrau
- Trummer von Labitschburg, Peter (1804–1888), österreichischer Jurist und Reichstagsabgeordneter
- Trummer, August (* 1946), österreichischer Maler und Graphiker
- Trummer, Christoph (* 1978), Schweizer Songwriter, Musiker, Autor und Kulturlobbyist
- Trummer, David (* 1994), österreichischer Mountainbiker
- Trummer, Elisabeth (* 1966), österreichische Politikerin (SPÖ), Landtagsabgeordnete
- Trummer, Erich (* 1967), österreichischer Politiker (SPÖ), Landtagsabgeordneter
- Trummer, Fabian (* 2005), österreichischer Fußballspieler
- Trummer, Hans (1947–2007), österreichischer Schriftsteller
- Trummer, Isabella (* 1958), österreichische Schriftstellerin
- Trummer, Joe (1922–2007), österreichischer Schauspieler
- Trummer, Johann (1940–2019), österreichischer römisch-katholischer Priester, Organist, Musikwissenschaftler und Medienmanager
- Trummer, Karl (1792–1858), deutscher Rechtsanwalt und Schriftsteller
- Trummer, Klaus (* 1945), deutscher Kanute
- Trummer, Ludwig (1832–1911), deutscher evangelischer Geistlicher
- Trummer, Mali (1901–1991), deutsche Sopranistin an der Weimarer Staatskapelle
- Trummer, Maximilian (* 1995), österreichischer Beachvolleyballspieler
- Trummer, Michael (* 1968), deutscher Kanute und Trainer
- Trummer, Olivia (* 1985), deutsche Jazzmusikerin (Piano, Gesang)Olivia Trummer (* 1985)

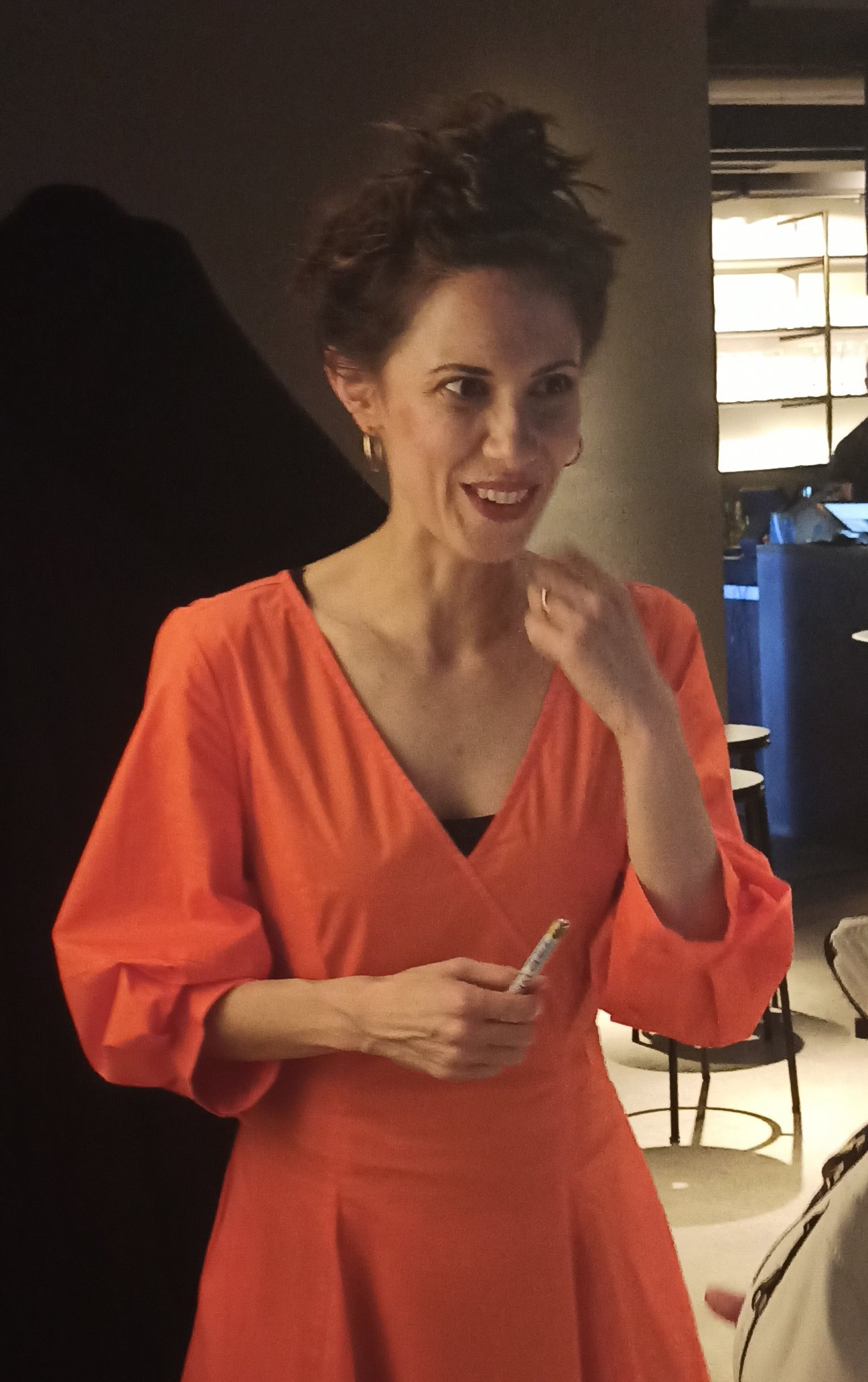
Olivia Trummer (* 1985)

- Trummer, Paul Heinrich (1722–1808), deutscher Rechtsanwalt und Bürgermeister
- Trummer, Paul Heinrich (1862–1915), deutscher Kaufmann und Siegelsammler
- Trummer, Peter (* 1941), österreichischer katholischer Theologe
- Trummer, Rolph (1890–1954), österreichischer Jurist und Politiker
- Trummer, Sepp (1921–2020), österreichischer Schauspieler, Drehbuchautor, Hörspielsprecher und Kabarettist
- Trummer, Silvia (* 1940), Schweizer Schriftstellerin und Lyrikerin
- Trummer, Simon (* 1989), Schweizer Automobilrennfahrer
- Trummer, Thomas (* 1978), österreichischer Lichtdesigner
- Trummer, Thomas D. (* 1967), österreichischer Kurator und Museumsleiter
- Trummer, Tim (* 2005), österreichischer Fußballspieler
- Trummer, Vincent (* 2000), österreichischer Fußballspieler
- Trummler, Hans (1900–1948), deutscher Kaufmann, SA-Oberführer, SS-Oberführer und Gestapomitarbeiter
- Trummler, Konrad (1864–1936), deutscher Vizeadmiral im Ersten Weltkrieg
- Trümner, Benjamin (* 1995), deutscher Fußballspieler
- Trump, Barron (* 2006), Sohn von Donald Trump
- Trump, David H. (1931–2016), britischer Archäologe
- Trump, Donald (* 1946), US-amerikanischer Unternehmer, Politiker und Reality-TV-Darsteller, 45. und 47. Präsident der Vereinigten Staaten von AmerikaDonald Trump (* 1946)

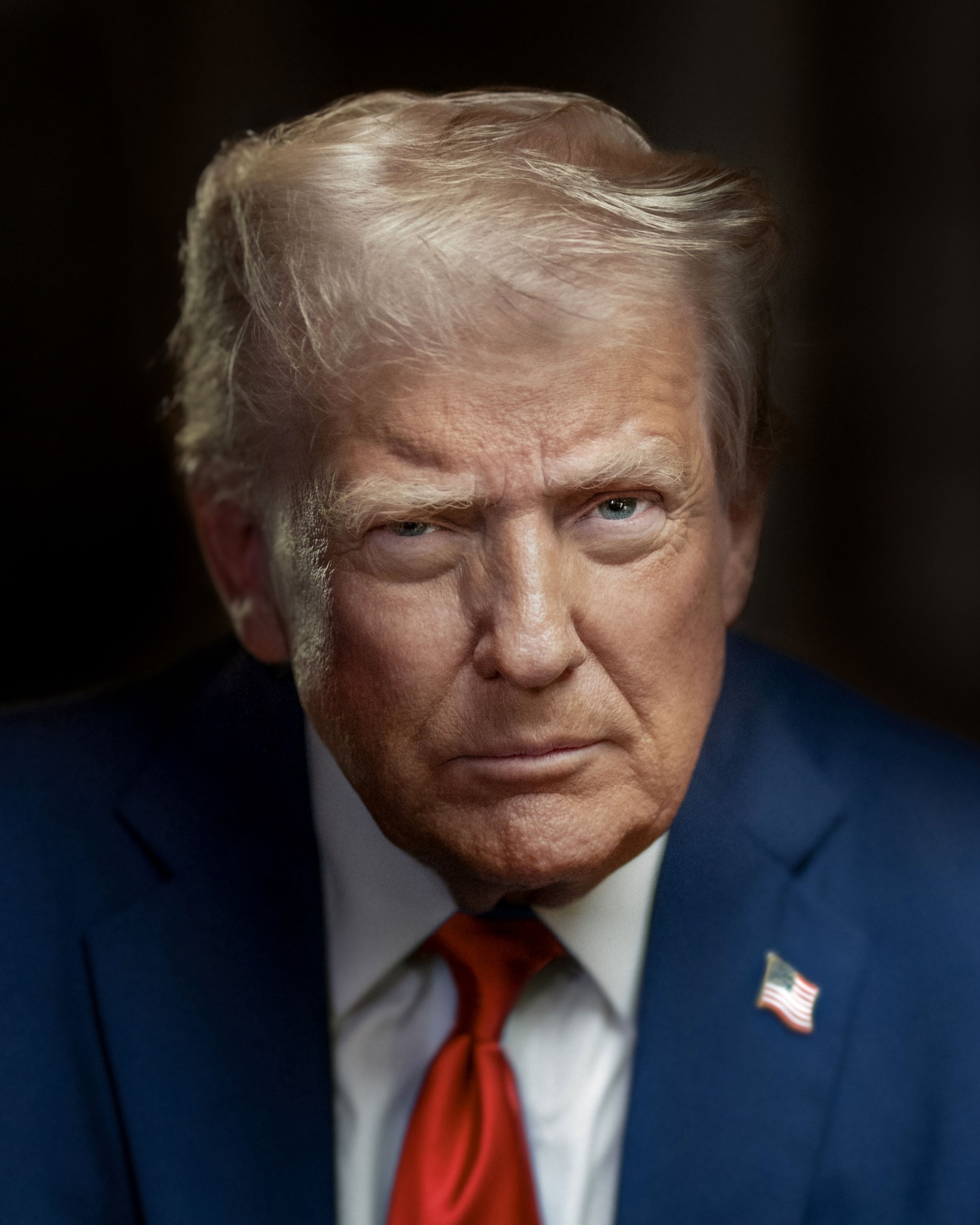
Donald Trump (* 1946)

- Trump, Donald, Jr. (* 1977), amerikanischer Unternehmer
- Trump, Eric (* 1984), amerikanischer Unternehmer
- Trump, Fred C. (1905–1999), US-amerikanischer Immobilienunternehmer
- Trump, Frederick (1869–1918), deutsch-amerikanischer Unternehmer
- Trump, Georg (1896–1985), deutscher Kalligraf, Typograf und Grafiker
- Trump, Ivana (1949–2022), US-amerikanische Unternehmerin
- Trump, Ivanka (* 1981), amerikanische Geschäftsfrau und ehemaliges Model
- Trump, Janno (* 1990), estnischer Jazzmusiker (Bass, Komposition)
- Trump, Johann Philipp (1667–1707), deutscher Winzer
- Trump, John G. (1907–1985), US-amerikanischer Elektrotechniker und Physiker
- Trump, Judd (* 1989), englischer Snookerspieler
- Trump, Kai (* 2007), US-amerikanische Influencerin
- Trump, Kelly (* 1970), deutsche Pornodarstellerin und Schauspielerin
- Trump, Lara (* 1982), US-amerikanische TV-Moderatorin, Fernsehproduzentin und Wahlkampfberaterin
- Trump, Mary Anne MacLeod (1912–2000), schottisch-US-amerikanische Mutter von Donald Trump, dem 45. Präsidenten der USA
- Trump, Mary L. (* 1965), amerikanische Psychologin, Geschäftsfrau und Autorin
- Trump, Melania (* 1970), slowenisch-amerikanisches Model, First Lady der Vereinigten StaatenMelania Trump (* 1970)

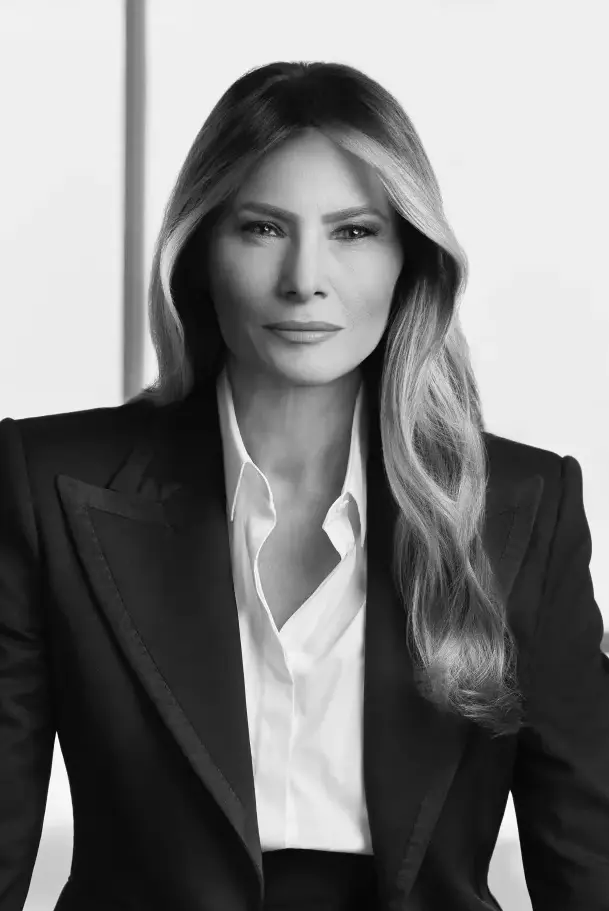
Melania Trump (* 1970)

- Trump, Peter (* 1950), deutscher Hockeyspieler
- Trump, Sebastian (* 1984), deutscher Musikforscher und Klangkünstler
- Trump, Tiffany (* 1993), US-amerikanische Tochter von Donald Trump und seiner zweiten Frau Marla MaplesTiffany Trump (* 1993)

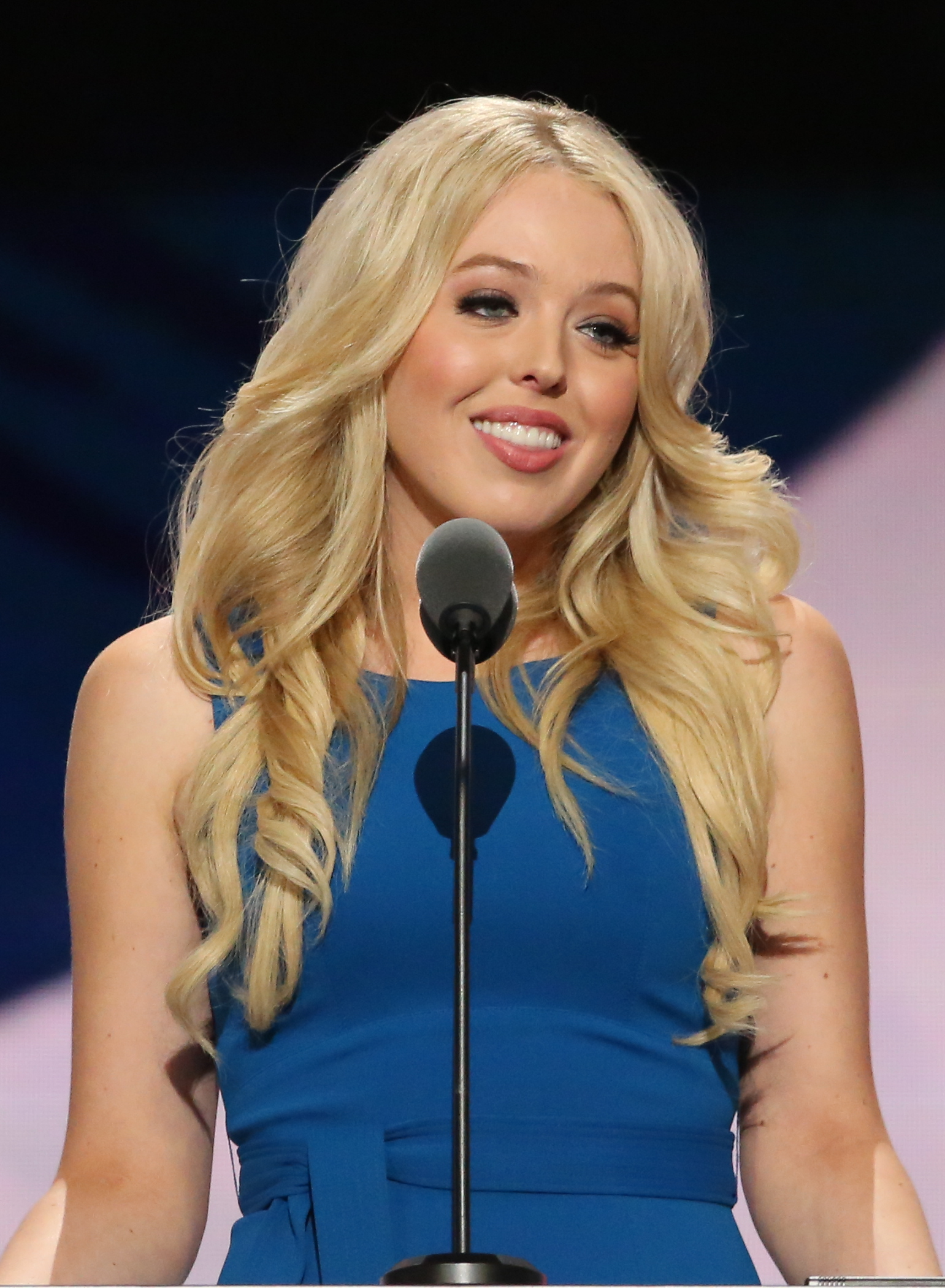
Tiffany Trump (* 1993)

- Trump, Vanessa (* 1977), Ex-Ehefrau von Donald Trump Jr
- Trump, Wilhelm, deutscher Fußballspieler
- Trumpa, Antanas (* 1942), litauischer Unternehmer
- Trumpeldor, Joseph (1880–1920), jüdischer Zionist
- Trümpelmann, August (1837–1915), deutscher Theologe und Schriftsteller
- Trümpelmann, Leo (1931–1989), deutscher Vorderasiatischer Archäologe
- Trümper, August (1874–1956), deutscher Maler, Gestalter und Hochschullehrer
- Trümper, Helga (* 1936), deutsche Schauspielerin und Synchronsprecherin
- Trümper, Joachim (* 1933), deutscher Astrophysiker und Hochschullehrer
- Trümper, Lutz (* 1955), deutscher Politiker (SPD, parteilos), Oberbürgermeister von Magdeburg
- Trümper, Manfred (1934–2024), deutscher theoretischer Physiker
- Trümper, Monika, deutsche Klassische Archäologin
- Trumper, Victor (1877–1915), australischer Cricketspieler
- Trumpet, Timmy (* 1982), australischer DJTimmy Trumpet (* 1982)

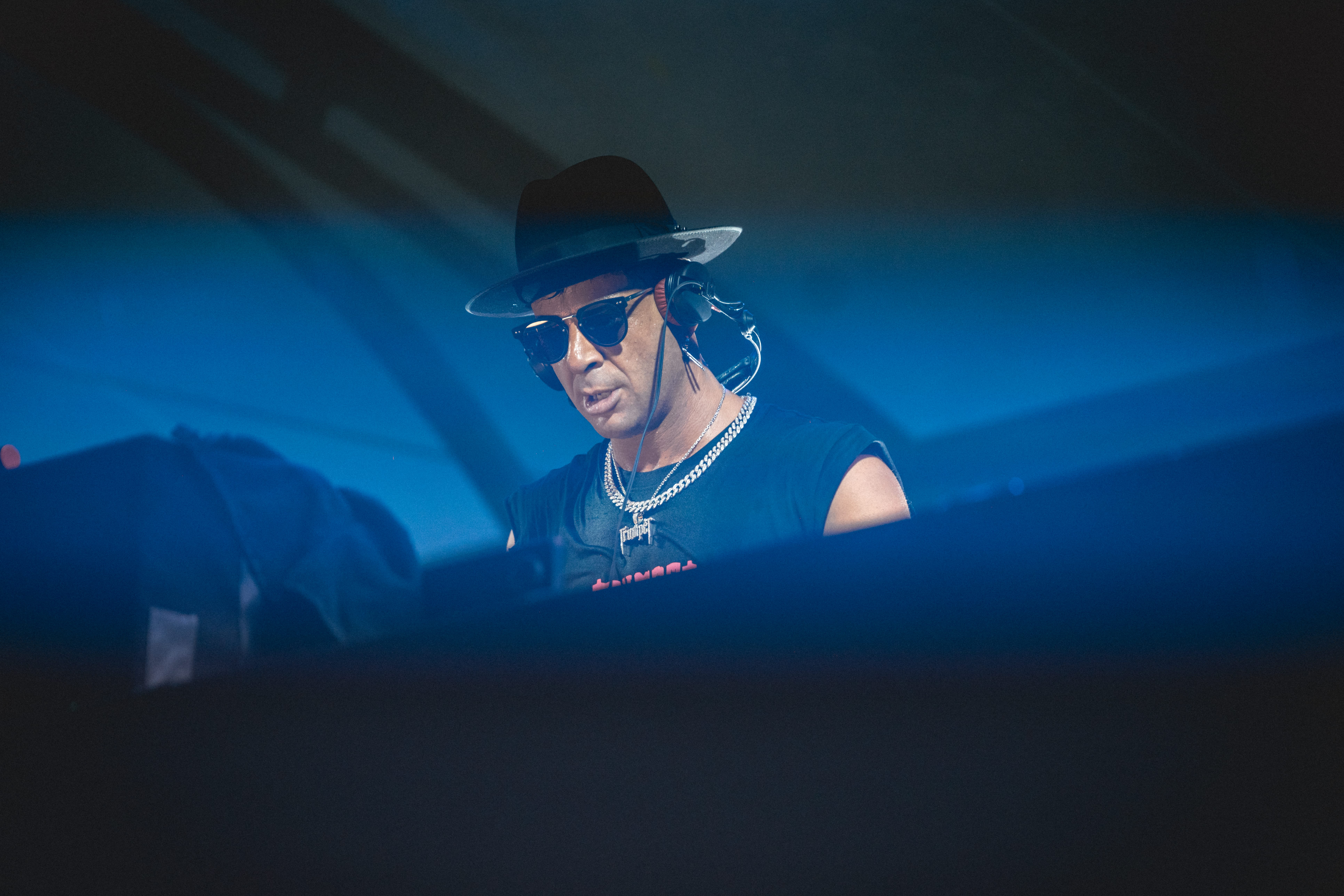
Timmy Trumpet (* 1982)

- Trumpetter, Albert (1906–1964), deutscher Politiker (NSDAP), MdR
- Trumpf, Bianca (* 1983), deutsche Handballspielerin
- Trumpf, Joachim (1687–1769), deutscher Küster, Organist, Astronom und Instrumentenbauer
- Trumpf, Jürgen (1931–2023), deutscher Diplomat und Altphilologe
- Trumpf, Karl (1891–1959), deutscher Bildhauer
- Trumpf, Klaus (* 1940), deutscher Kontrabassist und Hochschullehrer
- Trumpf, Ursula (1944–2020), deutsche Leichtathletin
- Trumpf, Wolfgang (* 1957), deutscher Fußballspieler
- Trumpfheller, Jakob (1887–1975), deutscher Politiker
- Trumph, Johann Conrad (1697–1750), deutscher Mediziner und praktischer Arzt und Bergphysikus in Goslar
- Trumph, Johann Georg (* 1644), deutscher Mediziner, Physikus in Goslar
- Trümpi, Fritz (* 1974), Schweizer Historiker und Musikhistoriker
- Trümpi, Liana (* 2004), Schweizer Siebenkämpferin
- Trumpke, Michael (* 1958), deutscher Basketballschiedsrichter
- Trümpler, Gottfried (1889–1975), Schweizer Chemieingenieur
- Trumpler, Hans (1875–1955), deutscher Jurist, Hochschullehrer und Politiker
- Trümpler, Hans-Konrad (* 1960), Schweizer Ruderer
- Trümpler, Johannes (* 1981), deutscher katholischer Kirchenmusiker und Konzertorganist
- Trumpler, Robert Julius (1886–1956), US-amerikanischer Astronom
- Trumpler, Theodor (1907–1992), deutscher Fußballspieler
- Trümpler, Wilfried (* 1942), deutscher Fußballspieler
- Trumpold, Harry (1928–2012), deutscher Ingenieurwissenschaftler und Hochschullehrer, Volkskammerabgeordneter
- Trumpp, Andreas (* 1964), deutscher Biologe und Krebsforscher
- Trumpp, Ernst (1828–1885), deutscher Orientalist
- Trumpp, Martina (* 1986), deutsche Geigerin und Pädagogin
- Trumpp, Thomas (1931–2021), deutscher Historiker und Archivar
- Trümpy, Balz (* 1946), Schweizer Komponist
- Trümpy, Berthe (1895–1983), Schweizer Tänzerin und Tanzpädagogin
- Trümpy, Catherine (* 1956), Schweizer Altphilologin, Vergleichende Sprachwissenschaftlerin und Mykenologin
- Trümpy, Daniel (1893–1971), Schweizer Geologe und Pionier der Erdölexploration
- Trümpy, Hans (1917–1989), Schweizer Volkskundler
- Trümpy, Ivo (* 1937), Schweizer Architekt, Professor für Architektur und Politiker aus dem Kanton Tessin
- Trümpy, Jakob (1808–1889), Schweizer Unternehmer
- Trümpy, Johannes (1798–1861), Schweizer Politiker, Richter und Arzt
- Trümpy, Rudolf (1921–2009), Schweizer Geologe
- Trümpy, Sam (1941–2003), Schweizer Jazzmusiker

### Trun
- Trunck von Guttenberg, Johann Lorenz (1661–1742), österreichischer Politiker und Bürgermeister von Wien
- Trundt, Henny (1897–1998), deutsche Opernsängerin (Sopran)
- Trundy, Natalie (1940–2019), US-amerikanische Schauspielerin
- Trunfio, Nicole (* 1986), australisches Model
- Trung Khoa Lê, vietnamesischer Journalist
- Trung Nhi, vietnamesische Herrscherin
- Trung Trac, vietnamesische Herrscherin
- Trung, Tran van (* 1947), vietnamesischer Mathematiker
- Trungelliti, Marco (* 1990), argentinischer TennisspielerMarco Trungelliti (* 1990)

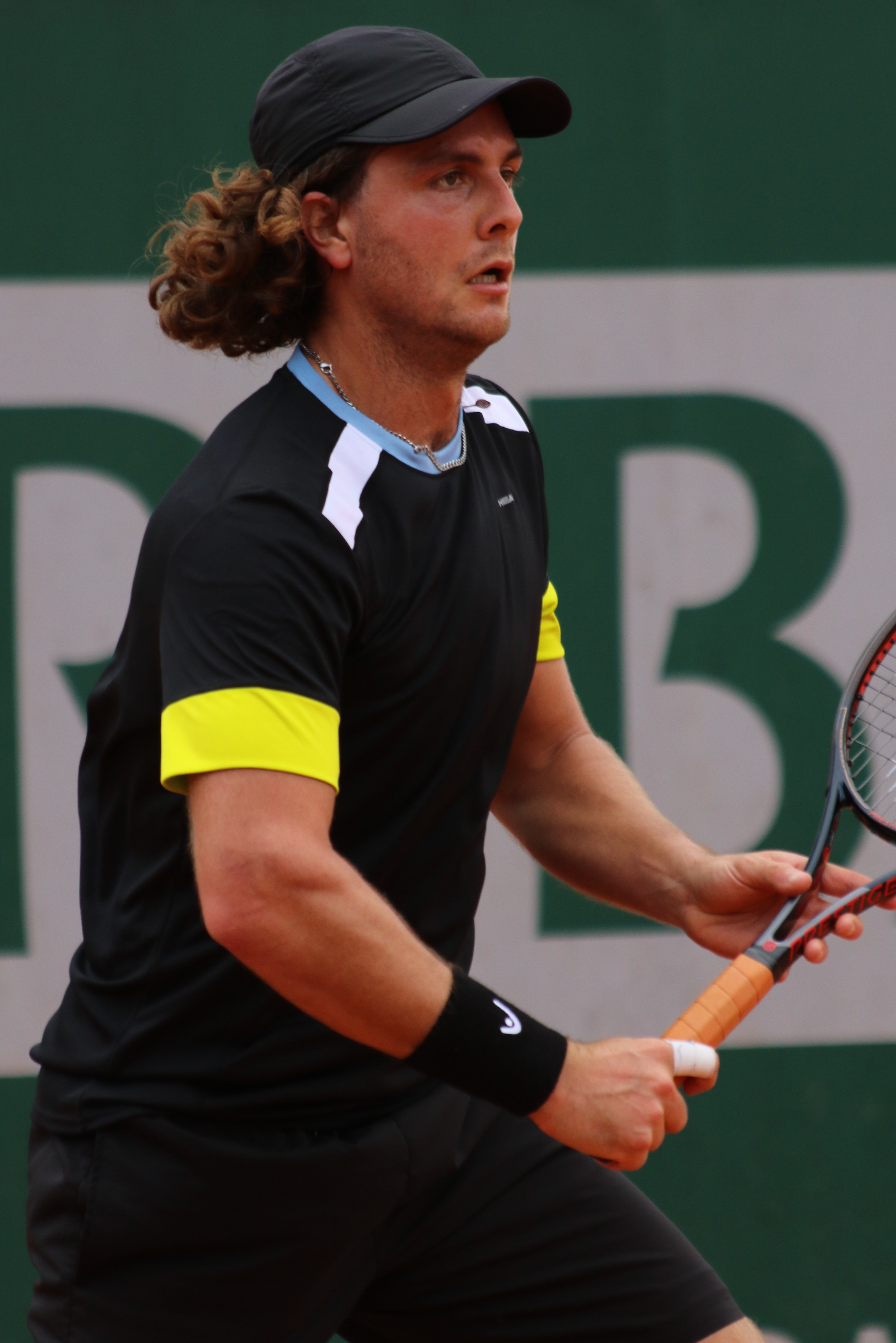
Marco Trungelliti (* 1990)

- Trungram Gyaltrul (* 1968), tibetianischer Geistlicher, Oberhaupt der Trungram-Linie des tibetischen Buddhismus
- Truniger, Paul (1878–1946), Schweizer Architekt, Politiker und Oberst
- Truninger, Curt (* 1957), Schweizer Filmregisseur, Drehbuchautor und Produzent
- Truninger, Max (1910–1986), Schweizer Maler, Lithograf und Werbegrafiker
- Truninger, René (* 1967), Schweizer Politiker (SVP) und Unternehmer
- Trunjow, Maxim Rudolfowitsch (* 1990), russischer Eishockeyspieler
- Trunk, Alexander (* 1957), deutscher Rechtswissenschaftler
- Trunk, Alfons (1892–1970), deutscher Landrat
- Trunk, Dieter (* 1959), deutscher Fußballspieler
- Trunk, Gustav (1871–1936), deutscher Jurist und Politiker, badischer Staatspräsident
- Trunk, Heribert (* 1961), deutscher Unternehmer und Politiker (CSU)
- Trunk, Herman (1894–1963), US-amerikanischer Maler
- Trunk, Johann Jakob (1745–1816), deutscher Forstwissenschaftler (Forstkameralist)
- Trunk, Markus (* 1961), deutscher Klassischer Archäologe
- Trunk, Melitta (* 1955), österreichische Politikerin (SPÖ), Landtagsabgeordnete, Abgeordnete zum Nationalrat, Mitglied des Bundesrates
- Trunk, Peter (1936–1973), deutscher Jazzmusiker (Bass, Bassgitarre, Cello), Komponist und Arrangeur
- Trunk, Richard (1879–1968), deutscher Komponist
- Trunk, Tamás (* 2003), ungarischer Skirennläufer
- Trunkey, Donald (1937–2019), US-amerikanischer Mediziner
- Trunkó, László (1935–2022), ungarischer Geologe
- Trunschke, Andreas (* 1959), deutscher Politiker (PDS, Die Linke), MdL
- Trunschke, Hellmut (1928–2025), deutscher Fußballtrainer, Rugbyspieler und Sportfunktionär
- Truntajewa, Olessja Wladimirowna (* 1980), russische Fußballspielerin
- Trunte, Franziska (* 1986), deutsche Synchronsprecherin und Sängerin
- Truntschka, Bernd (* 1965), deutscher Eishockeyspieler
- Truntschka, Gerd (* 1958), deutscher Eishockeyspieler
- Truntschka, Jaro (1928–2013), deutscher Eishockeyspieler
- Truntzer, Maëva (* 1989), französische Tanzsportlerin
- Trunz, Erich (1905–2001), deutscher Germanist und HochschullehrerErich Trunz (1905–2001)

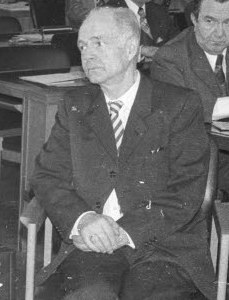
Erich Trunz (1905–2001)

- Trunz, Felix (* 2006), Schweizer Skispringer
- Trunz, Hansheinrich (1908–1994), deutscher Agrarjournalist und Kulturhistoriker
- Trunz, Martin (* 1970), Schweizer Skispringer
- Trunzer, Bernd (1947–2018), deutscher Fußballspieler
- Trunzer, Karl (1856–1927), deutscher Lehrer

### Truo
- Truog, Jakob Rudolf (1865–1953), Schweizer reformierter Geistlicher und Kirchenhistoriker
- Truog, Leonhard (1760–1848), Schweizer reformierter Geistlicher und Historiker
- Truog, Michel (* 1992), Schweizer Popsänger
- Truog-Saluz, Tina (1882–1957), Schweizer Publizistin, Schriftstellerin und Lyrikerin
- Truöl, Peter (1939–2020), deutsch-schweizerischer Experimentalphysiker
- Trường Chinh (1907–1988), vietnamesischer Politiker
- Trương Hòa Bình (* 1955), vietnamesischer Politiker
- Trương Kim Hùng (1951–2020), südvietnamesischer Radrennfahrer
- Trương Tấn Sang (* 1949), vietnamesischer Politiker, Präsident der Sozialistischen Republik Vietnam
- Truong, Ann, vietnamesisch-australische Schauspielerin
- Truong, Jean-My (* 1950), französischer Jazzschlagzeuger
- Trương, Minh Quý (* 1990), vietnamesischer Regisseur
- Truong, Monique (* 1968), US-amerikanische Schriftstellerin
- Trương, Mỹ Lan (* 1956), vietnamesische Geschäftsfrau chinesischer Herkunft
- Truong, Nicolas (* 1967), französischer Journalist
- Trương, Thanh Hằng (* 1986), vietnamesische Leichtathletin
- Trương, Thị Lệ Trinh, vietnamesische Fußballschiedsrichterassistentin
- Trương, Thị Mai (* 1958), vietnamesische Politikerin
- Trương, Việt Hoàng (* 1975), vietnamesischer Fußballtrainer
- Trương, Vĩnh Ký (1837–1898), vietnamesischer Schriftsteller, Wissenschaftler, Journalist und Übersetzer

### Trup
- Trupe, Hinrich von der, Ratsherr in Bremen, Bauleiter des Bremer Rathauses
- Trüpel, Helga (* 1958), deutsche Politikerin (Bündnis 90/Die Grünen), MdBB, MdEP
- Trüper, Hans G. (1936–2016), deutscher Mikrobiologe und Regionalhistoriker
- Trüper, Johannes (1855–1921), deutscher Pädagoge, Mitbegründer der Heilpädagogik
- Trupiano, Matthew (1938–1997), US-amerikanischer Mafioso
- Trupp, Evan (* 1987), US-amerikanischer Eishockeyspieler und -trainer
- Trupp, Johannes (* 1991), deutscher Handballspieler
- Truppa, Valentina (* 1986), italienische Dressurreiterin
- Truppe, Karl (1887–1959), österreichischer Maler und Künstler
- Truppe, Katharina (* 1996), österreichische SkirennläuferinKatharina Truppe (* 1996)

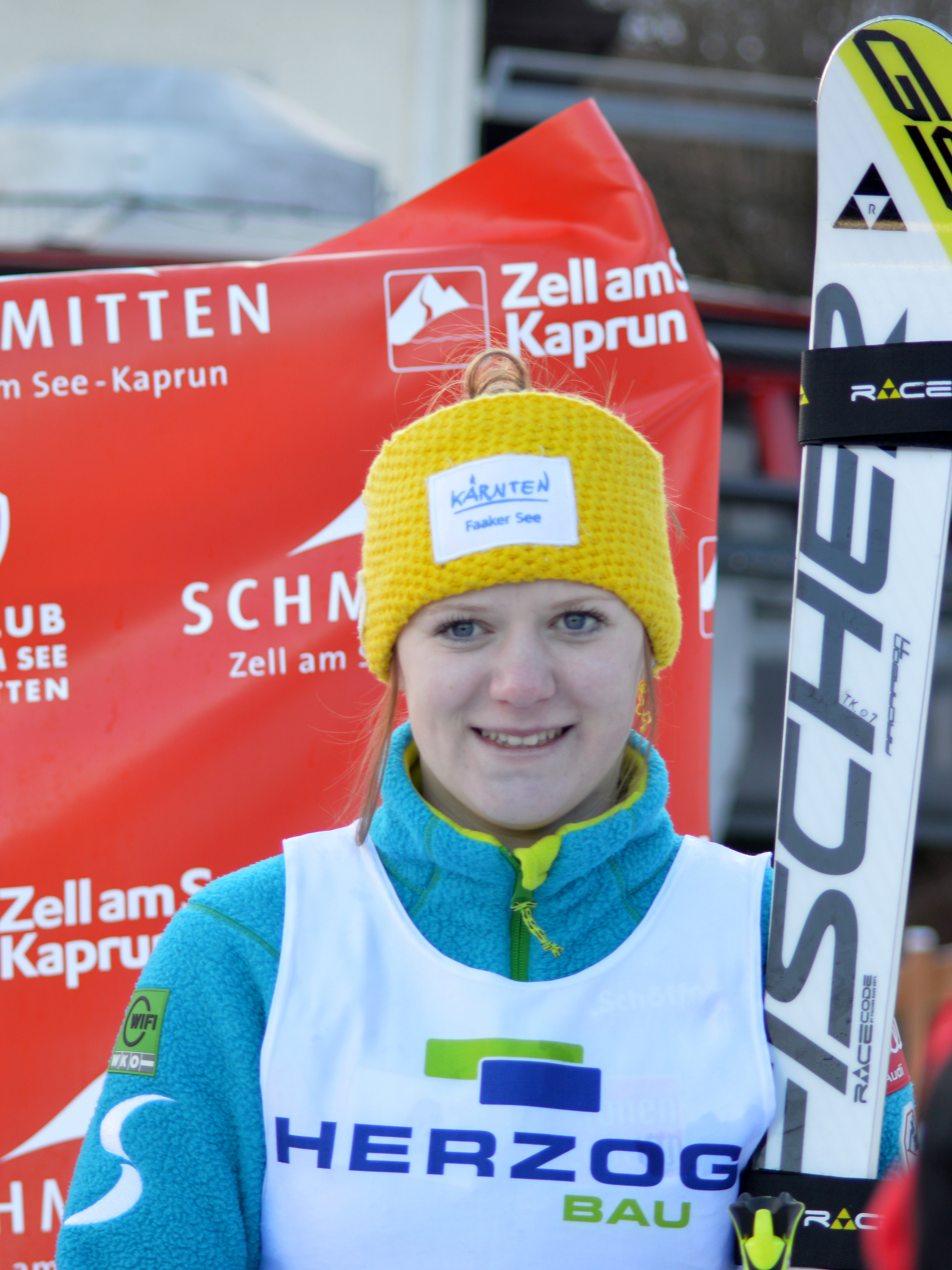
Katharina Truppe (* 1996)

- Truppe, Paul (1913–1997), österreichischer Politiker (SPÖ), Landtagsabgeordneter, Abgeordneter zum Nationalrat
- Truppel, Hans-Joachim (* 1951), deutscher Marathonläufer
- Truppel, Oskar von (1854–1931), deutscher Marineoffizier, zuletzt Admiral sowie Gouverneur von Kiautschou
- Truppi, Giovanni (* 1981), italienischer Musiker
- Truppo, Antonia (* 1977), italienische Schauspielerin

### Trur
- Truran, James W. (1940–2022), US-amerikanischer Physiker
- Trurnit, Hanno (* 1934), deutscher Journalist, Autor, Verleger, Familienforscher und Stifter
- Trurnit, Hansgeorg (1912–1999), deutscher Journalist, Autor und Verleger
- Truro-Pelike-Maler, apulischer Vasenmaler

### Trus
- Trus, Alena (* 1995), belarussische Kugelstoßerin und Diskuswerferin
- Trus, Wiktar (* 1996), belarussischer Diskuswerfer
- Trușcă, Gabriela (* 1957), rumänische Kunstturnerin
- Trusch, Dmitri Wladimirowitsch (* 1973), russischer Kunstturner
- Trusch, Iwan (1869–1941), ukrainischer Maler und Literaturkritiker
- Truscheit, Ernst (1926–2009), deutscher Chemiker
- Truscheit, Torsten (* 1966), deutscher Drehbuchautor, Regisseur, Filmdramaturg, Kameramann und Filmeditor
- Truschel, Alfred (1910–1990), deutscher Politiker (CDU), MdL
- Truschinski, Bernd (1949–2008), deutscher Ruderer
- Truschkowski, Heinz (* 1922), deutscher Architekt und Verwaltungsbeamter
- Trüschler, Thomas (* 1978), deutscher Schauspieler
- Truschner, Peter (* 1967), österreichischer Schriftsteller
- Truscott, George Wyatt (1857–1941), britischer Politiker, Lord Mayor of London
- Truscott, John (1936–1993), australischer Kostüm- und Szenenbildner sowie Schauspieler
- Truscott, Lucian K. (1895–1965), amerikanischer Viersterne-General der US ArmyLucian K. Truscott (1895–1965)

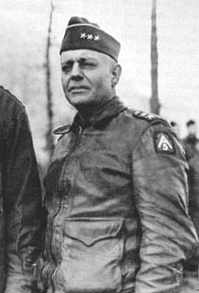
Lucian K. Truscott (1895–1965)

- Truscott, Peter, Baron Truscott (* 1959), britischer Politiker (Labour Party), MdEP
- Truscott, Steven (* 1945), kanadisches Justizopfer
- Trusell, Curt (* 1940), dänischer Radrennfahrer
- Trusen, Winfried (1924–1999), deutscher Historiker
- Trusendi, Walter (* 1985), italienischer Tennisspieler
- Trusewicz, Edward (* 1979), litauischer Politiker
- Trusheim, Ferdinand (1906–1997), deutscher Geologe und Paläontologe
- Trusheim, Heino (* 1970), deutscher Stand-up-Comedian
- Truskauskas, Gediminas (* 1998), litauischer Sprinter
- Truskauskas, Zdislovas (1948–2011), litauischer Forstbeamter und Politiker
- Truskavetsky, Aleksandr (* 1985), ukrainischer Schachspieler
- Truskolaski, Tadeusz (* 1958), polnischer Politiker, Stadtpräsident von Białystok
- Truskott, Iwan Fomitsch († 1786), englisch-russischer Kartograph und Hochschullehrer
- Truskowski, Peter (* 1969), deutscher Basketballspieler
- Truslit, Alexander (1889–1971), deutsch-russischer Musikpädagoge, Musikforscher und Musikermediziner
- Trusnik, Jason (* 1984), US-amerikanischer American-Football-Spieler
- Trusov, Pavel (* 1994), russischer Kickboxer und Guinness-Weltrekordhalter
- Truss, Liz (* 1975), britische Politikerin der Conservative Party und britische PremierministerinLiz Truss (* 1975)

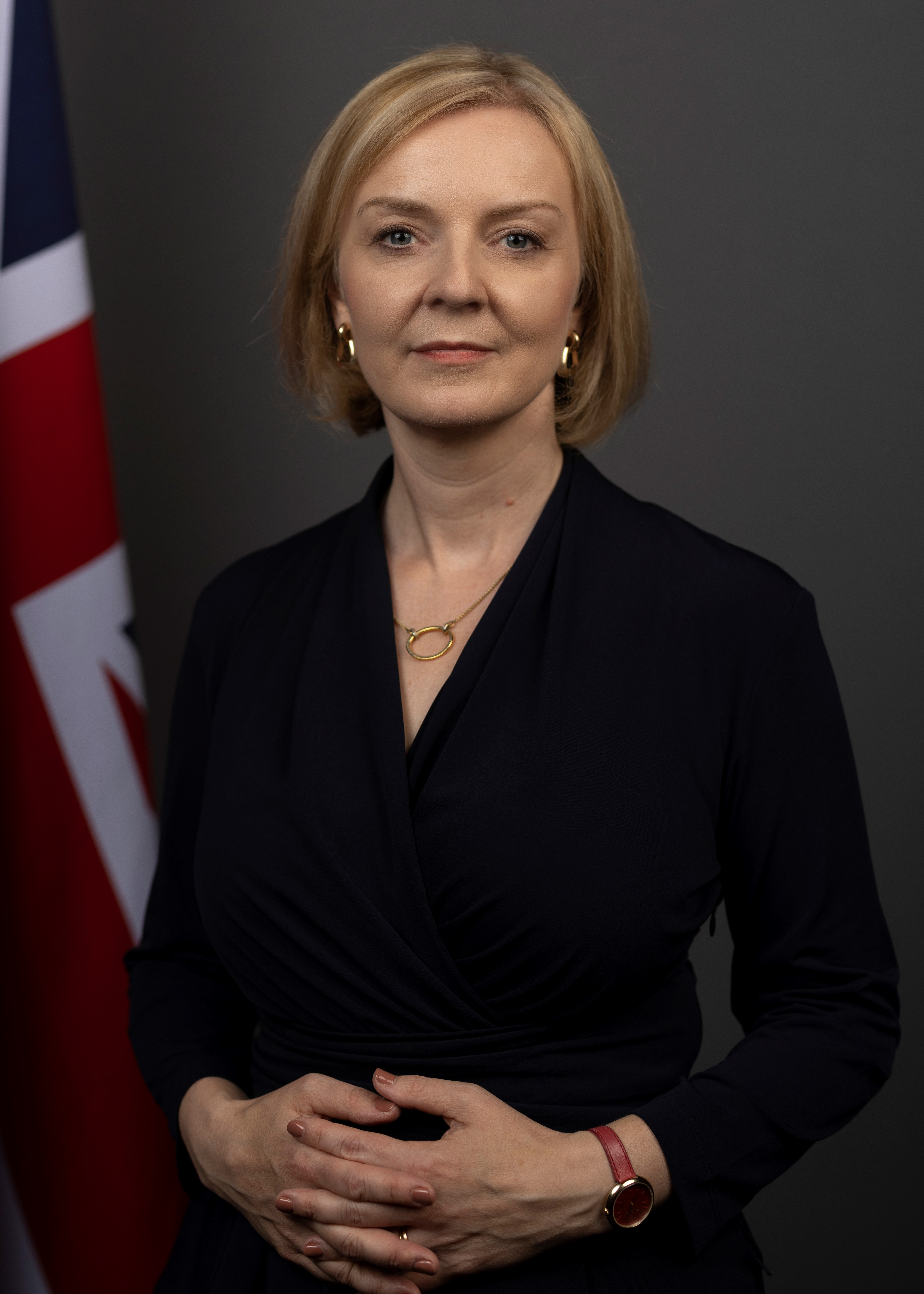
Liz Truss (* 1975)

- Truss, Lynne (* 1955), britische Autorin und Journalistin
- Truß, Michael (* 1960), deutscher Urologe, apl
- Truss, Warren (* 1948), australischer Politiker
- Trussardi, Luigi (1938–2010), französischer Jazzmusiker (Kontrabass, auch Cello)
- Trüssel, Friedrich (1873–1965), Schweizer Jurist
- Trüssel, Karin (* 1976), Schweizer Volleyball- und Beachvolleyballspielerin
- Trussell, Duncan (* 1974), amerikanischer Stand-up-Comedian, Podcast-Produzent und Schauspieler
- Trussell, William, englischer Ritter, Politiker und Diplomat
- Trussenjow, Wladimir Iwanowitsch (1931–2001), sowjetischer Diskuswerfer
- Trussoni, Danielle (* 1973), US-amerikanische Schriftstellerin und Journalistin
- Trussow, Nikolai, sowjetischer Skispringer
- Trussow, Nikolai Wassiljewitsch (* 1985), russischer Radrennfahrer
- Trussowa, Alexandra Wjatscheslawowna (* 2004), russische Eiskunstläuferin
- Trussowa, Kira Wladimirowna (* 1994), russische Handballspielerin
- Trust, Timothy (* 1971), deutscher Zauberkünstler, Mentalmagier, Bauchredner, Comedian, Großillusionist und Moderator
- Trust, Wolfgang (1926–1986), deutscher Grafiker und Bildhauer
- Trustam, James, englischer Orgelbauer
- Trüstedt, Friedrich Leberecht (1791–1855), deutscher Mediziner
- Trüstedt, Wilhelm (1908–1995), deutscher Jurist, Richter am Bundesgerichtshof
- Trüstedt, Wolf-Dieter (* 1939), deutscher Künstler
- Trustée, Carmen (* 1948), kubanische Leichtathletin
- Trustfull, Orlando (* 1970), niederländischer Fußballspieler
- Trusty, Auston (* 1998), US-amerikanischer Fußballspieler
- Truswell, Christopher (* 1966), australischer Schauspieler und Sprecher
- Truszkowska, Maria Angela (1825–1899), polnische Ordensschwester und Ordensgründerin

### Trut
- Trutat, Eugène (1840–1910), französischer Fotograf, Pyrénéist, Geologe und Naturalist
- Trutch, Joseph (1826–1904), britischer Ingenieur, Politiker und Inhaber höchster politischer Ämter in British Columbia
- Trute, Hans-Heinrich (* 1952), deutscher Jurist und Hochschullehrer
- Trute, Hellmut (1907–2007), deutscher Wirtschaftsjurist
- Trute, Rico (* 1970), deutscher American-Football-Spieler
- Trute, Wilhelm (1836–1889), Harzer Bergmann und Züchter von Gesangskanarien
- Trutfetter, Jodocus († 1519), deutscher Theologe (katholisch), Logiker, Rhetoriker und Philosoph
- Truth Hurts (* 1971), US-amerikanische R&B-Sängerin und Songwriterin
- Truth, Sojourner († 1883), amerikanische Freiheitskämpferin, Frauenrechtlerin und WanderpredigerinSojourner Truth († 1883)

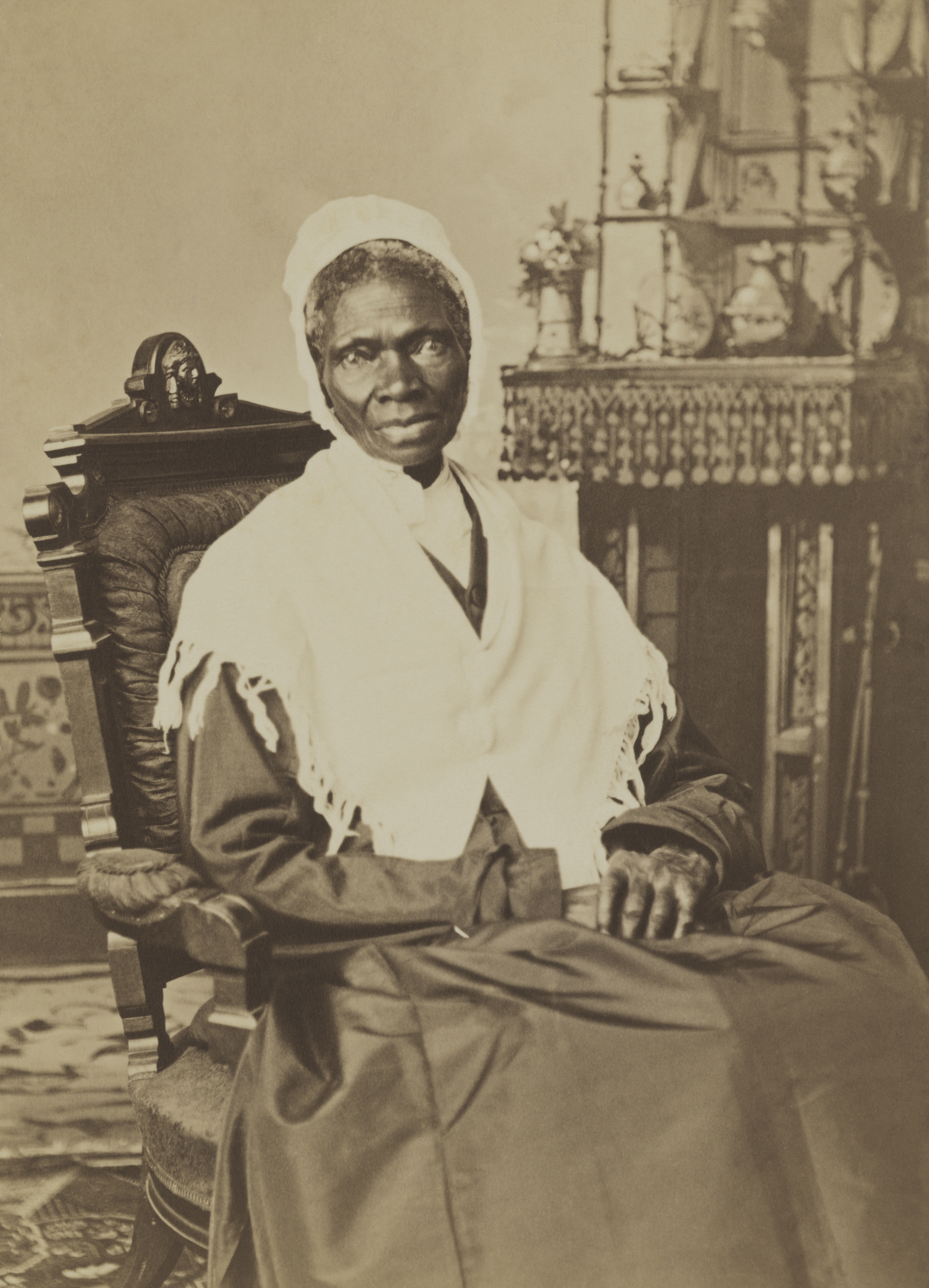
Sojourner Truth († 1883)

- Trutmann, Dario (* 1992), Schweizer Eishockeyspieler
- Trutnau, Ludwig (1935–2015), deutscher Biologe, Autor und Naturfotograf
- Trutnew, Iwan Petrowitsch (1827–1912), russischer Maler und Begründer der „Wilnaer Malerschule“
- Trutnew, Juri Petrowitsch (* 1956), russischer Politiker
- Trutnew, Leonid Anatoljewitsch (1951–1995), sowjetischer Schauspieler
- Trutowski, Konstantin Alexandrowitsch (1826–1893), russisch-ukrainischer Maler, Zeichner und Illustrator
- Trutowski, Wassili Fjodorowitsch, russischer Gusli-Virtuose und Komponist
- Trutowski, Wladimir (1862–1932), russischer, später sowjetischer Historiker und Numismatiker
- Trütsch, Sepp (* 1949), Schweizer Sänger und Moderator von Volksmusiksendungen
- Trutschel, Anton Ludwig Ernst (1787–1869), deutscher Organist und Komponist
- Trütschler, Friedrich (1840–1924), deutscher Landwirt und Politiker
- Truttmann, Marco (* 1985), Schweizer Eishockeyspieler
- Truttmann, Peter (* 1965), Schweizer Politiker (GLP)
- Truttwin, Hans (* 1891), Ingenieur und Hochschullehrer
- Trutwin, Tobias (* 1964), deutscher Künstler
- Trutwin, Werner (1929–2019), deutscher Philosoph, Theologe, Philologe und Religionswissenschaftler
- Trutz, Wolf (1887–1951), deutscher Film- und Bühnenschauspieler
- Trützschler von Falkenstein, Heinz (1902–1971), deutscher Diplomat
- Trützschler von Falkenstein, Karl (1786–1866), preußischer Generalleutnant
- Trützschler, Eugenie (* 1950), tschechisch-deutsche Politologin, Lehrerin und Schriftstellerin
- Trützschler, George, kursächsischer Beamter
- Trützschler, Klaus (* 1948), deutscher Manager
- Trützschler, Konrad von (1830–1907), sächsischer Rittergutsbesitzer und Politiker
- Trützschler, Wilhelm Adolph von (1818–1849), deutscher Politiker, Mitglied der Frankfurter Nationalversammlung und MdL Sachsen
- Trützschler, Wolf von, kursächsischer Beamter

### Truu
- Trüün, Friedhilde (* 1961), deutsche Kinderstimmpädagogin und Kirchenmusikerin
- Truupõld, Irma (1903–1980), estnische Kinderbuchautorin und Dichterin
- Truus (* 1949), belgische Schlagersängerin
- Truusööt, Mihkel (1903–1993), estnischer Politiker und Unternehmer, Minister

### Truw
- Truwor, warägischer Fürst von Isborsk (862–864)

### Trux
- Truxa, Hans (1851–1906), kaiserlicher Rat und österreichischer Hofbeamter
- Truxa, Jordi (* 1973), deutscher Münzgestalter
- Truxa, Rolf (1934–2002), österreichischer Schauspieler und Hörspielsprecher
- Truxtun, Thomas (1755–1822), US-amerikanischer Marine-Offizier

### Truy
- Truye, Willy (1934–2024), belgischer Radrennfahrer
- Truyen, Jeroen (* 1991), niederländischer Jazz- und Fusionmusiker (Schlagzeug, Komposition)
- Truyen, Marthe (* 1999), belgische Radrennfahrerin
- Truyol, Ignacio (* 1973), spanischer Tennisspieler

### Truz
- Truzzi, Marcello (1935–2003), US-amerikanischer Soziologe